# Cetatea Timișoara
Cetatea Timișoara (latină Castrum Temesiensis, Castrum Temesvariensis) este o cetate istorică pe locul și în jurul căreia a fost construit actualul oraș Timișoara.
Se presupune că a existat o cetate de pământ avară, dar primele mențiuni datează din secolul al XIII-lea. Carol Robert de Anjou a construit la începutului secolului al XIV-lea prima cetate de piatră (cetatea angevină). Ioan de Hunedoara a refăcut cetatea distrusă în urma unui cutremur din 1443. În 1552 cetatea a fost cucerită de turci, care au stăpânit-o până în 1716, când a fost cucerită de habsburgi.
Fiind complet distrusă în urma asediului, habsburgii au reclădit-o, mult mai mare, cu fortificații în stil Pagan, un sistem precursor sistemului Vauban. Cetatea habsburgică a fost așa de puternică încât a fost asediată o singură dată, în 1849, în timpul Revoluției Maghiare din 1848, asediu la care a rezistat.
Spre sfârșitul secolului al XIX-lea progresele în domeniul artileriei au făcut ca zidurile să nu mai poată asigura apărarea orașelor. Zidurile și spațiul liber din jurul lor (Zona Non Aedificandi) împiedicau dezvoltarea orașului, astfel că Timișoara a fost defortificată, zidurile fiind demolate și șanțurile umplute.
La începutul secolului al XXI-lea, din fortificațiile cetății habsburgice mai există Castelul Huniade, un singur bastion — Bastionul Theresia — important punct turistic, o cazemată din ravelinul porții Vienei, un rest din bastionul Eugeniu și o mică bucată din curtina dintre bastioanele Eugeniu și Elisabetha. Aceste vestigii formează monumentul istoric Cetatea Timișoara.

## Castrul roman
În zona municipiumului Tibiscum a existat un castru roman. Însă municipiumul Tibiscum a fost localizat la Jupa, fiind clasificat în Lista Monumentelor Istorice cu codul LMI CS-I-s-A-10805. În anul 1976 s-a afirmat că ar fi existat două localități „Tibiscum”, una la Jupa și cealaltă la Timișoara. Afirmația a fost infirmată încă din anul 1977. Deși este cunoscut faptul că Timișoara este străbătută pe direcția nord-est – sud-vest de un val roman  și că topograful austriac Heinrich Kematmüller a făcut o afirmație controversată privind existența unui castru, deocamdată nu există altă dovadă documentară, arheologică sau epigrafică credibilă că în zona cetății Timișoara ar fi existat așa ceva.

## Cetatea avară
O mențiune despre existența unei cetăți avare a făcut-o arhitectul italian Paolo Santini de Duccio, care în secolul al XV-lea a afirmat că a construit fortificații la Timișoara peste vechile fortificații avare. Existența acestei fortificații avare a fost reluată de Nicolae Ilieșiu, care a identificat-o cu Zambara. Însă s-a demonstrat că localitatea Zambara n-a existat, iar denumirea ar fi o deformare a denumirii Zanbara, care la rândul ei este o deformare a denumirii Zurobara. Zurobara este mult mai veche decât perioada avară, ea fiind menționată în secolul al II-lea de Ptolemeu, localizarea ei nefiind în zona Timișoarei — cercetările recente o localizează lângă Unip.

## Cetatea angevină
Denumirea de Castrum de Tymes (Thymes, Temes, Castrum Temesiensis, Castrum Temesvariensis) apare în documente începând cu secolul al XIII-lea. După prima vizită la Timișoara din toamna anului 1307, Carol Robert de Anjou a construit prima cetate din piatră între anii 1308–1315, pe locul cetății de pământ folosind meșteri italieni. Motivul alegerii acestui loc a fost că Mureșul, Tisa, Dunărea și trecătorile Carpaților împiedicau un atac prin surprindere al adversarilor.

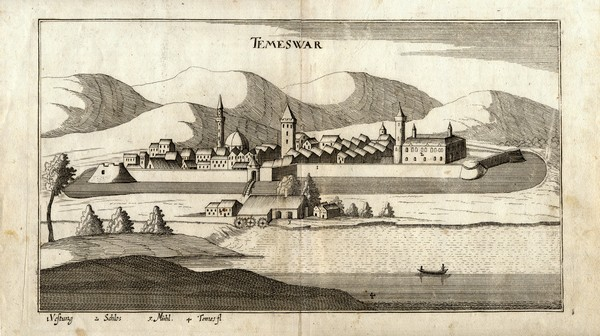
Gravură din 1685, declarând că reprezintă cetatea otomană. De fapt reprezentarea este o presupunere (incorectă) că sub turci cetatea angevină a rămas la fel, iar dealurile sunt ficțiune.

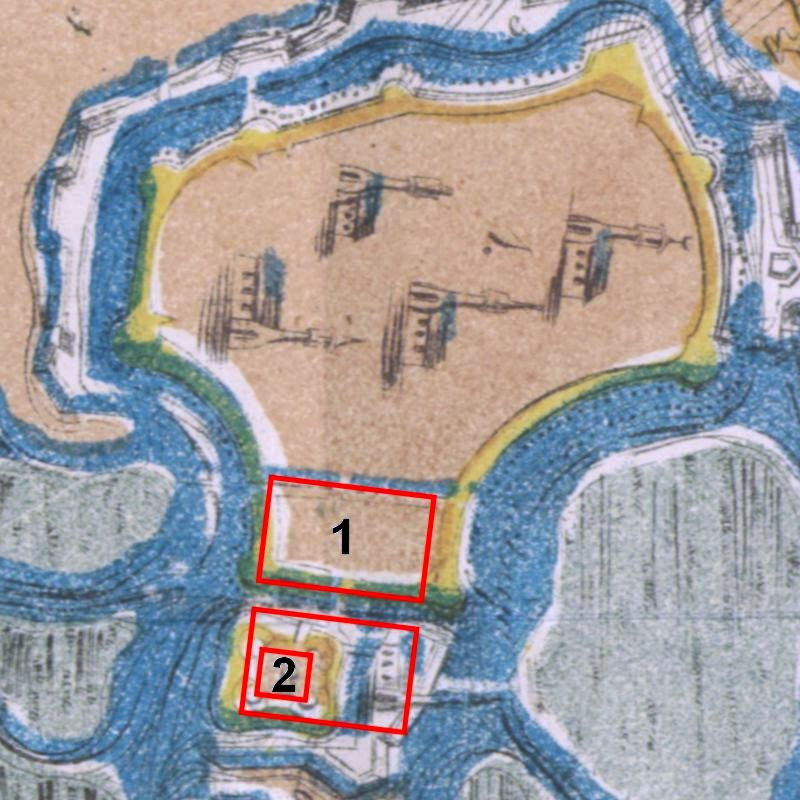
Locul cetății angevine (1716).
1 – cetatea, 2 – castelul

Paul Niedermaier și Mihai Opriș au presupus că cetatea era formată din două zone dreptunghiulare, de circa 170 x 110 m, adică cu o suprafață de circa 2 ha.
Cetatea propriu zisă era în zona de la nord, care era în perimetrul actualelor străzi Alba Iulia – Dimitrie Cantemir – Carol Telbisz – Piața Huniade. Paul Niedermaier a presupus că în cetate trama stradală era dreptunghiulară, existând două străzi principale, una nord – sud și cealaltă est – vest. Cea nord – sud era un drum comercial care unea două porți și era situată între străzile actuale Alba Iulia și Lucian Blaga, iar cea est – vest era în zona actualei străzi János Bolyai. În partea de sud, într-un perimetru asemănător, s-a construit un castel pe locul actualului Castel Huniade. Castelul a fost reședința lui Carol Robert de Anjou și a curții sale între 1315–1323, perioadă în care Timișoara a fost capitala Regatului Ungariei. Între cele două zone fortificate exista un pod, pentru apărarea căruia ulterior s-a construit un turn, Turnul Apei, care a devenit unul dintre simbolurile de pe stema Timișoarei. La nord de cetate exista o zonă rurală locuită, nefortificată, cu parcele neregulate.
În data de 19 iunie 1404 a devenit comite de Timiș Filippo Scolari. Scolari a găsit cetatea angevină într-o stare foarte proastă, ea necesitând renovări masive. În timpul său au fost înălțate și întărite cu palisade zonele mai expuse atacurilor. Castelul a fost refăcut și i-a servit ca reședință până la decesul său din anul 1426. Simultan au fost ridicate sau refăcute diferite edificii publice din oraș, ceea ce a dus la înviorarea vieții economice.
Cetatea angevină a rezistat până la cutremurul din 1443.

## Cetatea Huniazilor
În anul 1441 comite de Timiș a devenit Ioan de Hunedoara. La 5 iunie 1443 a avut loc un cutremur puternic, care a dărâmat zidurile cetății, castelul și alte clădiri din oraș. Ioan a luat măsuri pentru refacerea cetății: a dispus recuperarea materialelor din ziduri și completarea lor cu piatră adusă din carierele de la Vârșeț. În perioada anilor 1443–1448 zidurile au fost refăcute în pozițiile dinainte, dar mai înalte și mai rezistente, cu excepția laturii de vest, care a rămas cum a făcut-o Scolari, deoarece având în față mlaștini întinse de circa 2–3 km, era mai puțin expusă atacului. Spre nord, fortificațiile au fost extinse cu un val de pământ întărit cu palisade până în zona actualei străzi Eugeniu de Savoia. În față, valul avea un șanț cu apă. Toate acestea apărau zona locuită de la nord de cetatea angevină, zonă care a devenit cu timpul zonă urbană (orașul). La nord de oraș s-a dezvoltat o mare zonă rurală, Palanca Mare (palancă = palisadă, în sensul „în dreptul palisadei lungi”).
De asemenea, a refăcut castelul păstrând la vest zidul în poziția originală, dar a extins castelul spre est cu circa 10 m. Castelul dispunea de o fântână proprie și rezerve de apă. În Turnul Apei era instalată o baterie de artilerie. La sud de castel se găsea o insulă locuită, dar slab fortificată (Insula, Palanca Mică). Insula și mlaștinile de la est și vest țineau castelul în afara bătăii tunurilor epocii, iar dinspre nord castelul era apărat de cetate. Astfel castelul, deși nu era în interiorul cetății, juca rolul de donjon.
În timpul Huniazilor cetatea avea patru porți: Poarta Aradului, Poarta Lipovei (Praiko), Poarta Ardeleană și Poarta Turnului Apei.
Ladislau Postumul a împrumutat de la Ioan de Hunedoara suma de 20 000 de florini (1 florin conținea circa 3,4 g de aur fin), necesară pentru operațiile sale militare. În anul 1453, cu ocazia majoratului lui Ladislau, Ioan s-a retras din activitate, iar Ladislau i-a dat în contul datoriei cetatea Timișoara. Actul de donație, datat în 20 august 1455, a fost confirmat de capitulul din Cenad la data de 3 septembrie 1455 și l-a reconfirmat ca rege în ziua de 7 aprilie 1456. Inițial lucrările de refacere a cetății s-au făcut pe banii visteriei regale, însă după ce aceasta a trecut în proprietatea Huniazilor, aceștia au întreținut-o din fondurile lor proprii. Castelul a fost mărit. La parter erau gărzile, sala cavalerilor, închisoarea și grajdurile, la etaj încăperile regale, camerele de oaspeți și o capelă. S-a adăugat al doilea etaj prevăzut cu birouri și alte camere de oaspeți. Vechiul donjon a fost înălțat la aproape 40 m.
Castelul Huniazilor i-a servit ca sediu și lui Pavel Chinezu, comite de Timiș în perioada 1478–1494, care a intrat în posesia deplină a lui în anul 1489. Asemenea predecesorilor săi, și el a întărit zidurile și bastioanele.
La 15 iunie 1514 cetatea, apărată de Ștefan Báthori (hu), a fost asediată de oastea țărănească condusă de Gheorghe Doja. Pentru a o putea cuceri, Doja a încercat să sece mlaștinile care o înconjurau prin devierea râului Timișel în Timiș. În acest scop a dispus săparea unui canal lung de circa 7 km din zona actualului cartier Fabric până în zona actualei localități Giroc, însă nu a avut timpul necesar să-l termine. Peste doar câteva zile în fața Timișoarei a apărut armata voievodală a lui Ioan I Zápolya, care la 15 iulie a înfrânt oastea țărănească.
După Bătălia de la Mohács din 1526 Timișoara a fost tot mai amenințată. În anul 1550, în urma tratatului încheiat cu văduva lui Ioan I Zápolya, habsburgii au preluat cetatea Timișoarei și au adus arhitecți italieni, cum a fost Martino de Spazio, care au întărit zidurile, au fortificat Turnul Apei pentru archebuzieri și au construit bastioane, pregătind cetatea pentru a rezista otomanilor, fapt care contravenea relațiilor anterioare dintre habsburgi și otomani. Otomanii, prin susținerea lui Ioan I Zápolya ca voievod al Transilvaniei, considerau că Banatul era sub suzeranitatea lor.

## Cetatea otomană

### Asediul otoman din 1551
Importanța strategică a cetății Timișoara era dată de poziția strategică pe care o avea în planurile de expansiune ale Imperiului Otoman la frontierele Imperiului Habsburgic și ale Principatului Transilvaniei. Principala direcție de atac a otomanilor era de-a lungul malului drept al Dunării, spre Belgrad, Buda și Viena. Pentru apărare, în Serbia s-au fortificat cetăți la Golubăț, Smederevo, Cuvin, Belgrad, Petrovaradin. Deoarece punctul de intrare era pe la Porțile de Fier, în Clisura Dunării erau numeroase cetăți: la Turnu Severin, Ada-Kaleh, Orșova, Dubova (Peci), Svinița, Drencova.

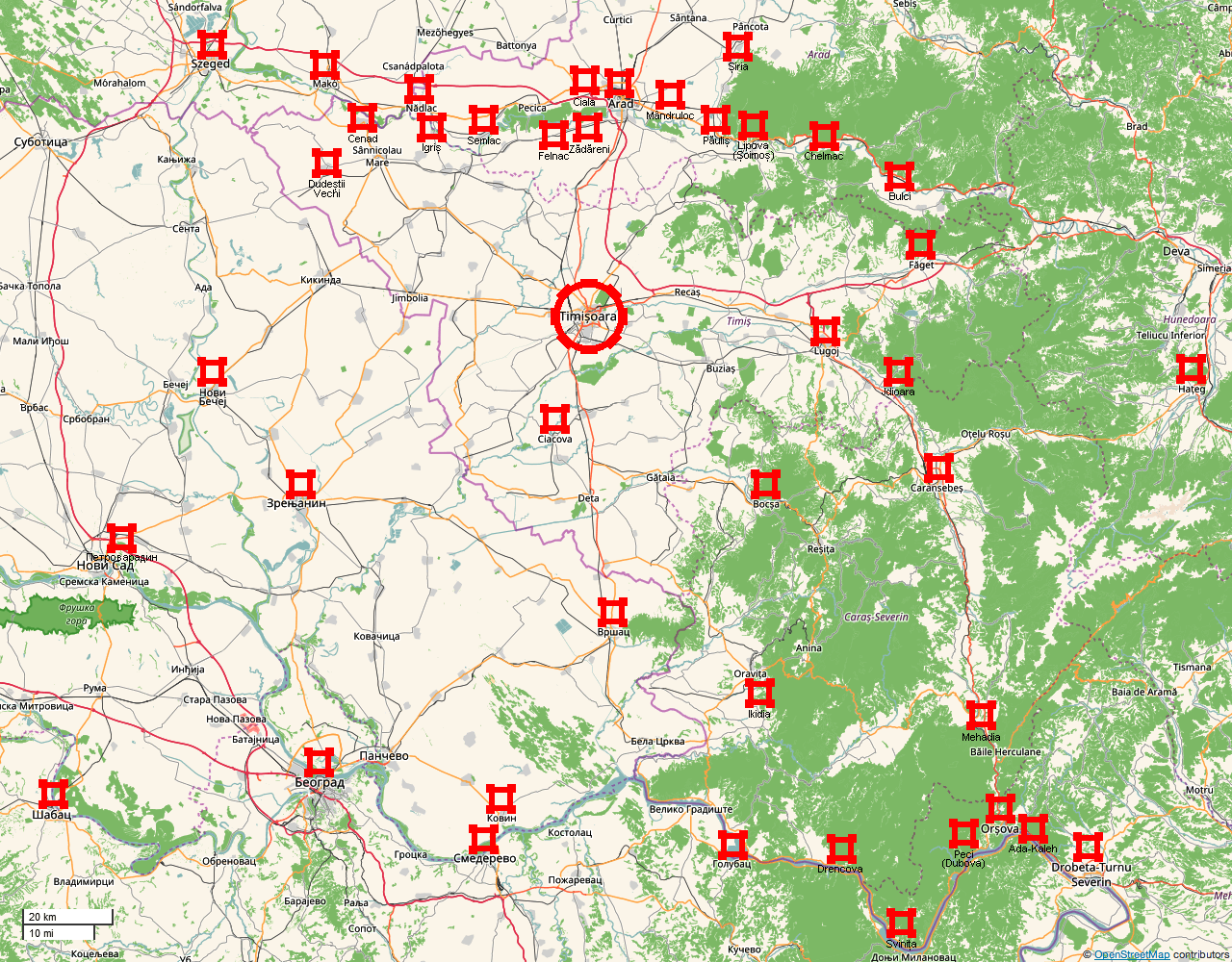
Cetățile din Banat la mijlocul secolului al XVI-lea

Una dintre căile de intervenție militară a otomanilor în Transilvania era de-a lungul Mureșului, unde aproape toate localitățile riverane erau fortificate, principalele cetăți fiind la Seghedin, Cenad, Arad și Lipova.
Timișoara însăși trebuia protejată. Una dintre căile de acces spre ea era prin culoarul Timiș-Cerna. Aici existau cetăți la Mehadia, Caransebeș, Jdioara și Lugoj. Dinspre Transilvania, ea era apărată de cetățile de la Făget și Hațeg. Mai existau cetăți în teritoriu la Ilidia, Vârșeț, Cuiești și Ciacova.
Situată aproape în mijlocul Banatului, Timișoara putea sprijini toate aceste cetăți, motiv pentru care beii otomani de pe Dunăre afirmau că „cine cucerește Buda cucerește un oraș, pe când cine cucerește Timișoara cucerește o țară”. Ca urmare, reacția otomană la preluarea Timișoarei de către habsburgi nu s-a lăsat așteptată. În septembrie 1551, Sokollu Mehmed Pașa  - beilerbeiul Rumeliei, și-a început campania în fruntea unei armate formată din 8000 de ieniceri, 100 000 de achingii, 13 sangeacbei cu trupele lor. Pentru a reține trupele din Transilvania, și probabil pentru a o ocupa, el se baza și pe domnii Țărilor Române și pe tătari. Pentru a izola Timișoara Sokollu Pasha a pornit de la Belgrad și a înaintat pe Tisa cucerind pe rând cetățile Novi Beče (19 septembrie) și Zrenjanin (Becicherecul Mare, 25 septembrie). Apoi pe Mureș până la Lipova, ocupând cetățile Dudeștii Vechi, Cenad, Igriș, Felnac, Zădăreni, Nădlac, Ciala, Arad, Mândruloc, Păuliș și Chelmac. Lipova a fost ocupată fără luptă la 5 octombrie de Ulama Pașa, care a rămas acolo sangeacbei al cetății.
Din Lipova armata otomană — împuținată, deoarece a trebuit să lase garnizoane în cetățile ocupate — s-a îndreptat spre Timișoara, în fața căreia avangarda de 600 călăreți a ajuns la 13 octombrie, iar restul armatei, de 18 000 de oameni, în ziua următoare.
Garnizoana cetății, comandată de Ștefan Losonci , era formată din 200 de husari din Ardeal, 600 de spanioli — sub comanda lui Casparo Castelluvio din Sardinia, Bernard Aldana, Alphons Perez și Rodriguez de Villandrando — mercenari germani și italieni și trupe de maghiari, români și sârbi, în total peste 2000 de călăreți și 1500 de pedestrași.
Asediul cetății a început la 18 octombrie. Turcii au început să sape tranșee în zona care va deveni Palanca Mare și au amplasat două tunuri de asediu care să bombardeze fortificațiile de la nord, dar intervenția cavaleriei apărătorilor a împiedicat acțiunea. Tot atunci a fost atacată și insula, dar atacurile din 18 și 19 au fost respinse. În 20 octombrie turcii au atacat din est, dar au fost respinși. În 22 și 23 apărătorii au lucrat la repararea stricăciunilor produse de bombardamente, iar în 24 au respins încă un atac. La 25 octombrie vremea s-a răcit mult, ploaia a inundat tranșeele săpate, iar după 26 octombrie, în virtutea unui privilegiu, ienicerii nu mai erau obligați să rămână pe câmpul de luptă, astfel că Sokollu Pașa s-a văzut nevoit să ridice asediul și s-a retras spre Beče.
Trupele din garnizoana cetății au preluat inițiativa și la 29 octombrie au recucerit cetatea Cenad. La 4 noiembrie trupele imperiale comandate de Giovanni Battista Castaldo au ajuns la Lipova și, după un asediu de două săptămâni, au cucerit cetatea, prin predare. După obiceiurile cavalerești ale vremii, predarea s-a făcut condiționat, cu permisiunea ca turcii să poată pleca. Însă trupele lui Andrei Báthori n-au respectat înțelegerea și au măcelărit garnizoana. Ulama Pașa însuși a fost rănit, dar a reușit să fugă. Acest fapt a avut urmări anul următor la cucerirea Timișoarei. Până la sfârșitul lui noiembrie toate cetățile ocupate de turci în cursul campaniei din 1551 au fost recuperate.

### Cucerirea cetății de către turci
Campania pentru cucerirea Timișoarei de către turci a început la 22 aprilie 1552, când trupele turcești sub comanda celui de al doilea vizir, marele serdar Kara Ahmed Pașa , au plecat din Adrianopol spre Belgrad. Împreună cu oastea Rumeliei comandată de Sokollu Pașa au trecut Dunărea și la 24 iunie avangarda de 1500 de călăreți a ajuns la Timișoara. La 28 iunie a început asediul, Sokollu Pașa fiind poziționat la est de cetate, iar Hassan Pașa, beilerbeiul Anatoliei la vest. Turcii dispuneau de 16 balimezuri (en) (tunuri mari de asediu). Garnizoana cetății avea circa 2500 de oameni — dintre care 1000 de maghiari, 400 spanioli, 200 austrieci, 300 cehi — și 17 tunuri. Comandantul cetății era același Losonci din anul precedent.
Asediul a durat până în 25 iulie. Au fost asalturi turcești în 29 iunie (asupra Insulei), 3 iulie (dinspre nord), 6 iulie (asupra Insulei) și 12 iulie. În 6 iulie turcii au cerut prima dată capitularea. Tunurile turcești au bombardat încontinuu cetatea iar apărătorii nu mai apucau să repare stricăciunile. La 18 iulie au fost alte tratative cu turcii cu privire la capitulare, dar părerile apărătorilor erau împărțite, locuitorii cereau predarea cetății, dar oștenii, sperând în ajutorul lui Castaldo — care nu a mai sosit — doreau continuarea luptei și au folosit cele două zile de armistițiu pentru a repara pe cât posibil fortificațiile. Între timp artileria turcească a ajuns la 30 de tunuri, organizate în trei baterii. La 20 iulie turcii au reluat bombardamentele, iar în zilele următoare bastioanele și zidurile au fost dărâmate. La 24 iulie Turnul Apei a fost distrus și cucerit de turci, dar cu mari pierderi — peste 2000 de luptători. Prin căderea Turnului Apei s-a întrerupt legătura castelului cu orașul. La 25 iulie a avut loc ultimul asalt și locuitorii au cerut din nou predarea cetății. La 26 iulie mercenarii spanioli și austrieci au recunoscut că cetatea nu mai poate fi ținută și au capitulat.
La 27 iulie, conform convenției de predare, garnizoana a ieșit din cetate prin poarta Praiko, dar turcii, drept represalii pentru masacrarea garnizoanei de la Lipova din anul precedent, au hotărât să încalce și ei condițiile de armistițiu și au provocat un incident care s-a soldat cu uciderea apărătorilor, inclusiv a lui Ștefan Losonci.
În urma cuceririi cetății cea mai mare parte a Banatului a devenit Pașalâcul Timișoara, primul beilerbei fiind Kasâm Pașa.

### Cetatea în secolul al XVII-lea

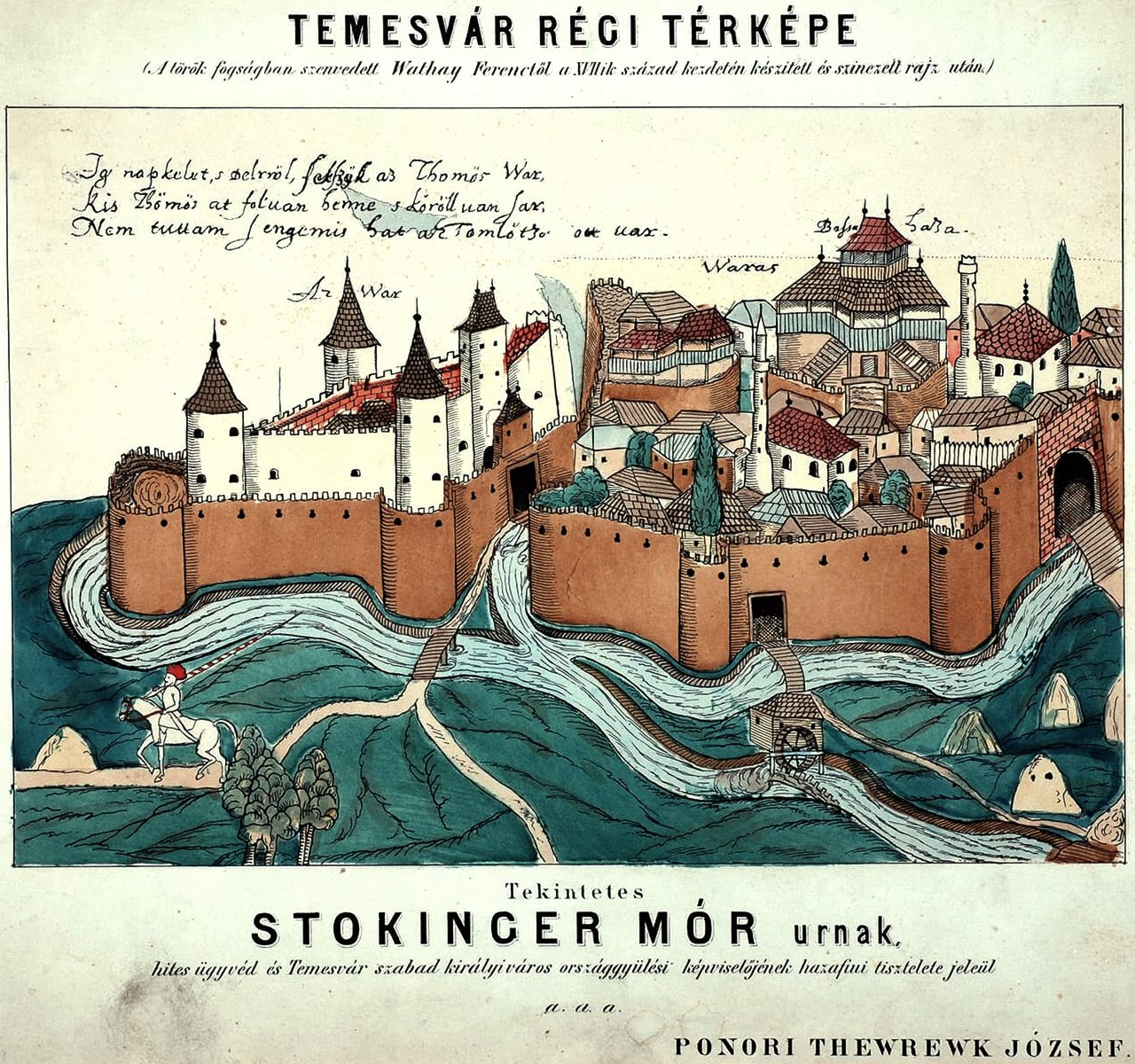
Cetatea Timișoarei la 1602

După cucerirea Timișoarei de către turci, informațiile despre evoluția orașului sunt lacunare. Hărțile și vedutele publicate se bazau pe informațiile anterioare. Deși făcută în secolul al XVIII-lea, la harta lui Matthäus Seutter (de/en) suprafețele nu corespund, insula și zona Fabric apărând mult mai mici. Răspândirea acestei hărți se datorează faimei autorului și coloritului. Veduta de dedesubt, bazată pe vedute mai vechi, este incorectă. Tot incorecte sunt și vedutele publicate în 1656 de Nicolas Sanson  sau Gabriel Bodenehr (de), precum și multe altele.
O schiță mai aproape de realitate a fost realizată în 1602 de Ferenc Wathay (hu), schiță care a stat la baza unei vedute de Ludwig Förster (de) din 1836. În imagine orașul este văzut dinspre nord-est. Se vede castelul și zidul cu bastioane care-l înconjoară, Turnul Apei, forma neregulată și zidurile cu bastioane ale orașului și casa pașei.

Imagini incorecte ale cetății otomane
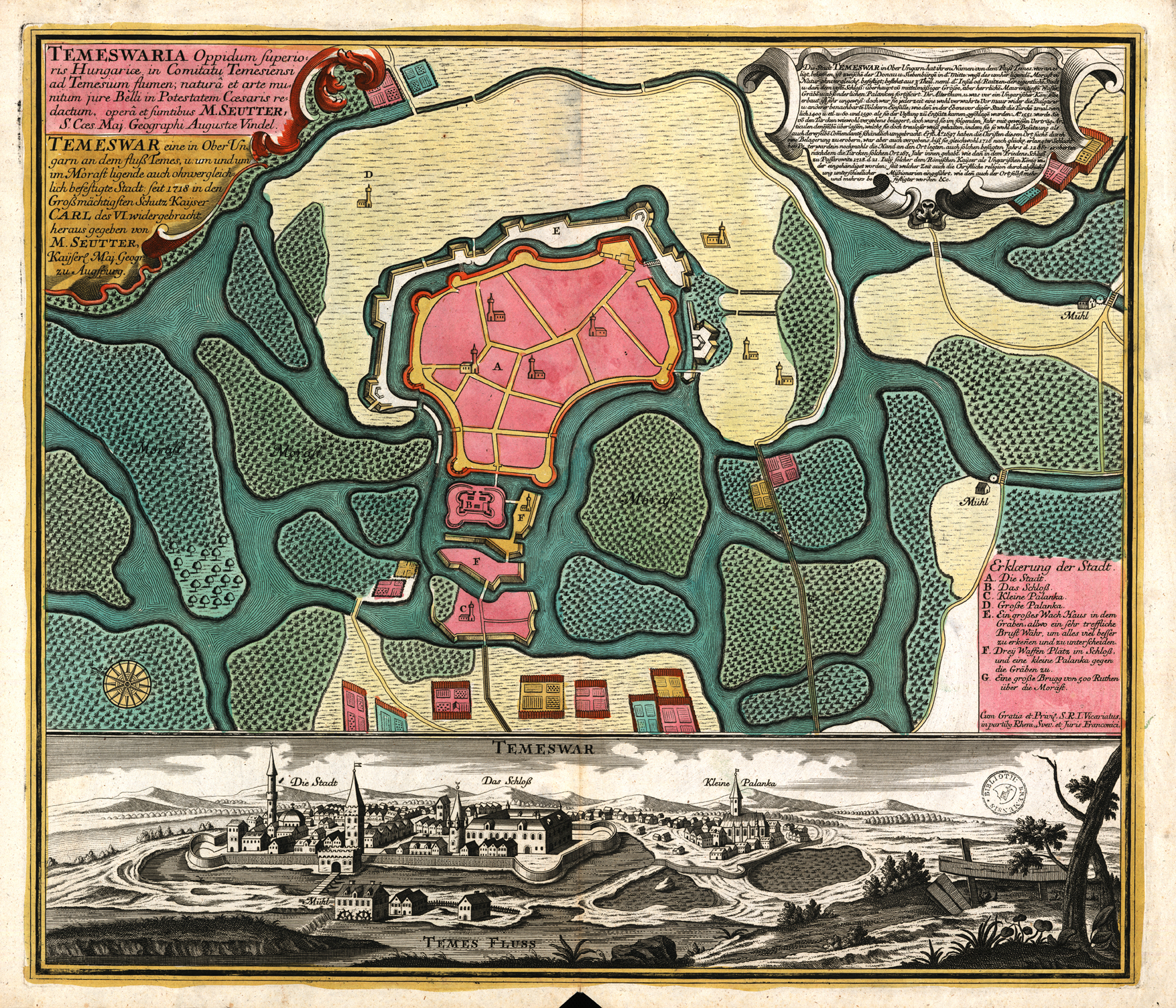
Hartă a Timișoarei otomane de Matthäus Seutter
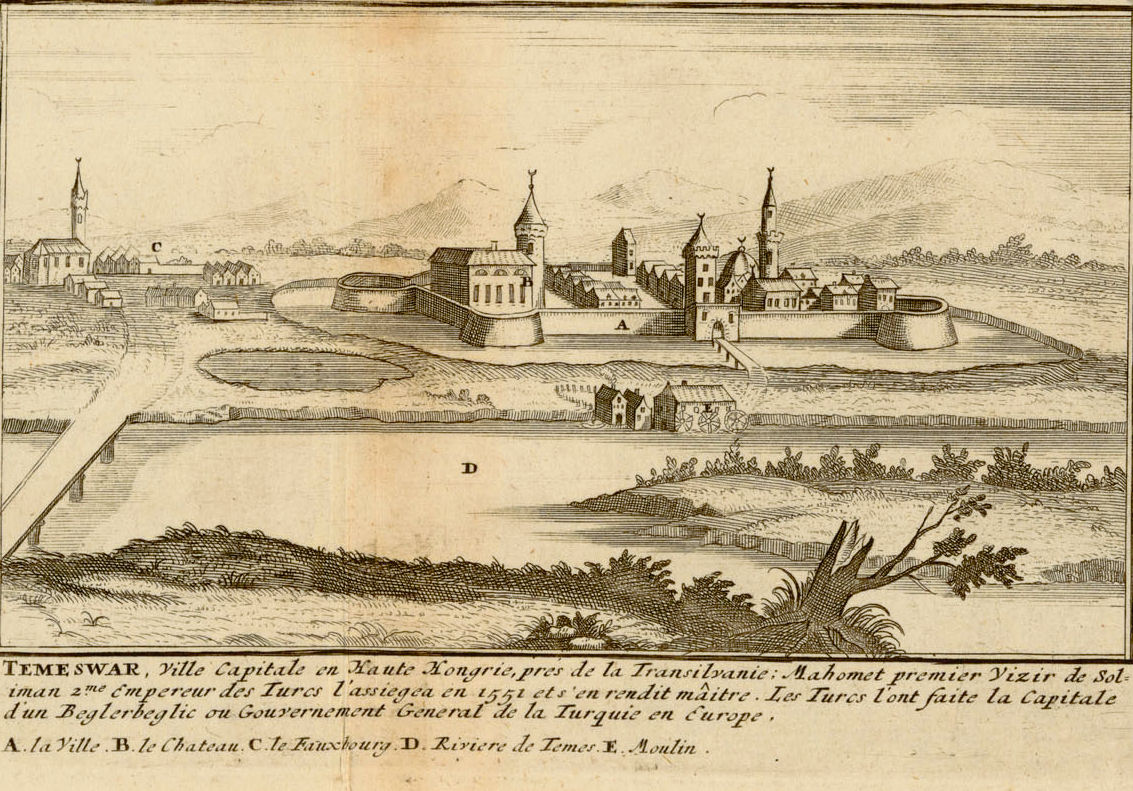
Vedută a cetății otomane la 1656 de Nicolas Sanson
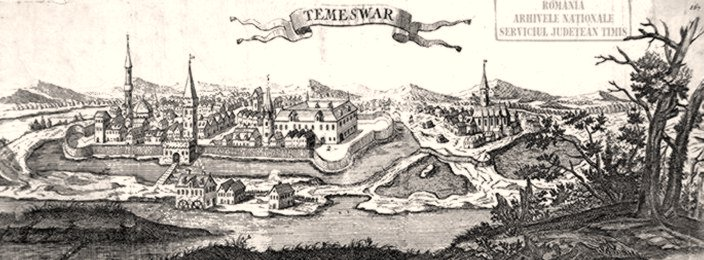
Vedută a cetății otomane la 1720 de Gabriel Bodenehr

În timpul ocupației turcești, Timișoara era împărțită în trei părți: cetatea, orașul și suburbiile. Cetatea era zona unde se afla castelul, sediul valiului (guvernatorul) și caimacamului (locțiitorul, cu grad echivalent de colonel). Orașul era zona fortificată de la nordul cetății. În mijlocul orașului se găsea Bazarul, centru al comerțului. Suburbiile (Palanca Mare) erau la rândul lor împărțite în Orașul rascian (rascian era numele dat de habsburgi sârbilor, „raților” ortodocși) și Insula (altă insulă decât cea care proteja castelul la sud) înspre est, în fața Porții Apei. În fața castelului, spre oraș, se afla Turnul Apei. Castelul era înconjurat de încă patru turnuri de apărare, unite între ele și de cetate prin ziduri.
Doar otomanii trăiau în oraș. Catolicii și rascienii trăiau în suburbii, unde-și aveau bisericile proprii.
Henrik Ottendorf, care a vizitat Timișoara în 1663, a descris-o într-o lucrare și a desenat o vedută considerată mult mai exactă decât cele cunoscute în epocă. Veduta este o vedere de la nord. În vedută apar cele 8 minarete ale moscheilor enumerate în lucrare și turnurile, acoperite cu plumb:
- a — moscheea Kadintzametschit (turcă Kadın Mescidi[97]) = Moscheea Cadânelor, aflată în suburbie (la Opriș, Moscheea Hanului, H pe harta lui Perrette);
- b — moscheea Kilitsametschit (turcă Kilise Camii[97]) = Moscheea Bisericii, deoarece anterior fusese o biserică,[98] aflată în suburbie (L1);
- c — moscheea Hunkiartzmetschit (turcă Hünkar Camii[97]) = Moscheea Sultanului Învingător (Soliman Magnificul),[99] Marea Moschee, aflată în actuala Piață Sfântul Gheorghe, provenită din principala biserică creștină (A);
- d — moscheea Tzintzimmemetschit (turcă Cimcime Camii[97]) = Moscheea Cimcime (kurdă cimcime = mlăștinos [de la mlaștină]), aflată în cetate, spre castel (la Opriș, Moscheea Disdarului, E);
- e — moscheea Seiditzametschit (turcă Seydi Ahmed Pașa Camii[97]) = Moscheea lui Seidi Ahmed Pașa, aflată în șanț, lângă Poarta Cocoșului (G);
- f — moscheea Silihdarmetschit (turcă Silahdar Camii[97]) = Moscheea Silihtarului, Ottendorf o plasează în insulă (la Opriș, Moscheea Ifar Pașa, dar este posibil ca Ifar Pașa să fi fost silihtar, N)
- g — moscheea Aischkaadintzametschit (turcă Ayşe Kadın Camii[97]) = Moscheea Cadânei Aișe (la Opriș, Moscheea Tăbăcăriei, F);
- h — moscheea Muradiemetschit (turcă Muradiye Camii[97]) = Moscheea Sultanului Murad al III-lea, aflată la capătul suburbiei, la vest.

Toate acestea erau mescit = meceturi (moschei mici).
Alte litere de pe veduta lui Ottendorf reprezintă: i — turnul Porții Azapilor (P);
k — turnul Porții Apei (Q);
l — turnul Porții Cocoșului (O);
m — patru turnuri sunt ale castelului, iar unul este Turnul Apei;
n este turnul Porții Sângelui (S).
Pe harta lui Perrette (1716) în interiorul orașului mai apar trei moschei: Moscheea Gemgime (Cimcime? o confuzie?, B), Moscheea Ali Bei (Opriș o numește Moscheea Disdarului, C), Moscheea Silihtarului (altul decât Ifar Pașa, moscheea era unde este acum Cazinoul Militar, D) și casa pașei (45). În suburbie apare în plus Moscheea Segek (I), dar nu și moscheea Sultanului Murad. Mai este enumerată Moscheea Ali Coș (Ali Koç, Opriș o plasează pe locul bisericii rascienilor). Lângă castel apare Moscheea Padișahului (M). Franciscanii aveau o biserică în partea de est a orașului rascian, în actualul cartier Fabric (L). Și mai la est era biserica rascienilor (K).

Veduta lui Ottendorf cu cetatea otomană și harta lui Perrette
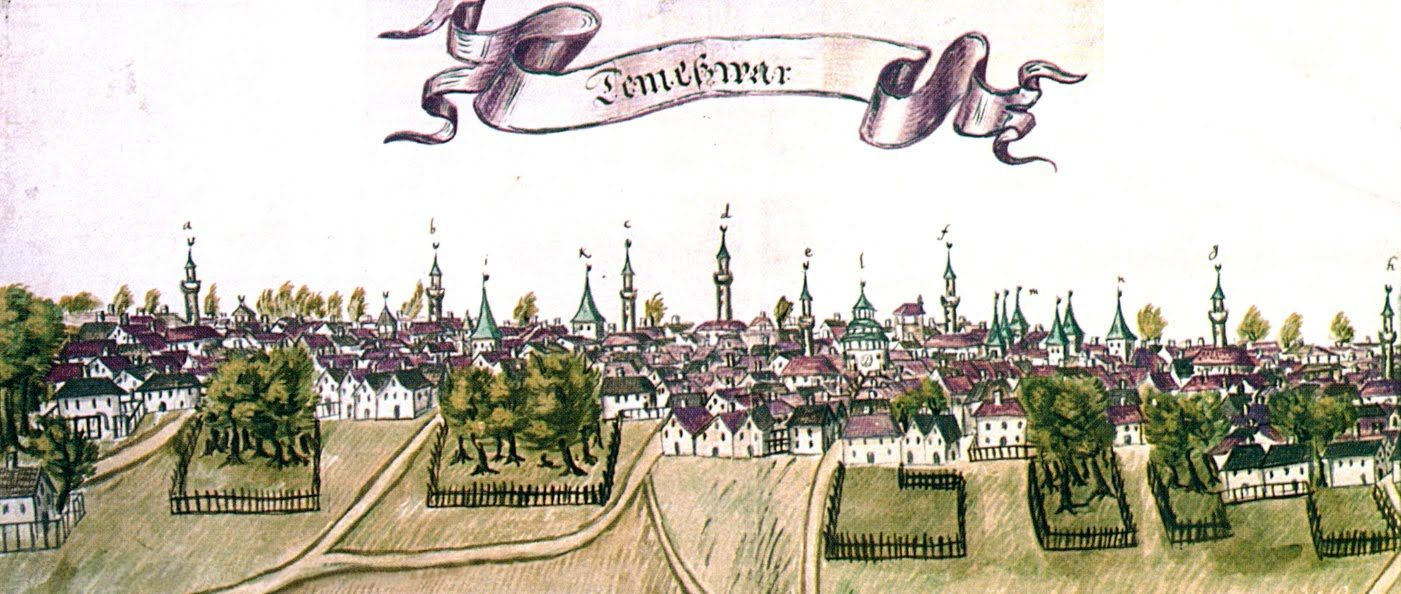
Vedută corectă a Timișoarei otomane la 1663, după Henrik Ottendorf
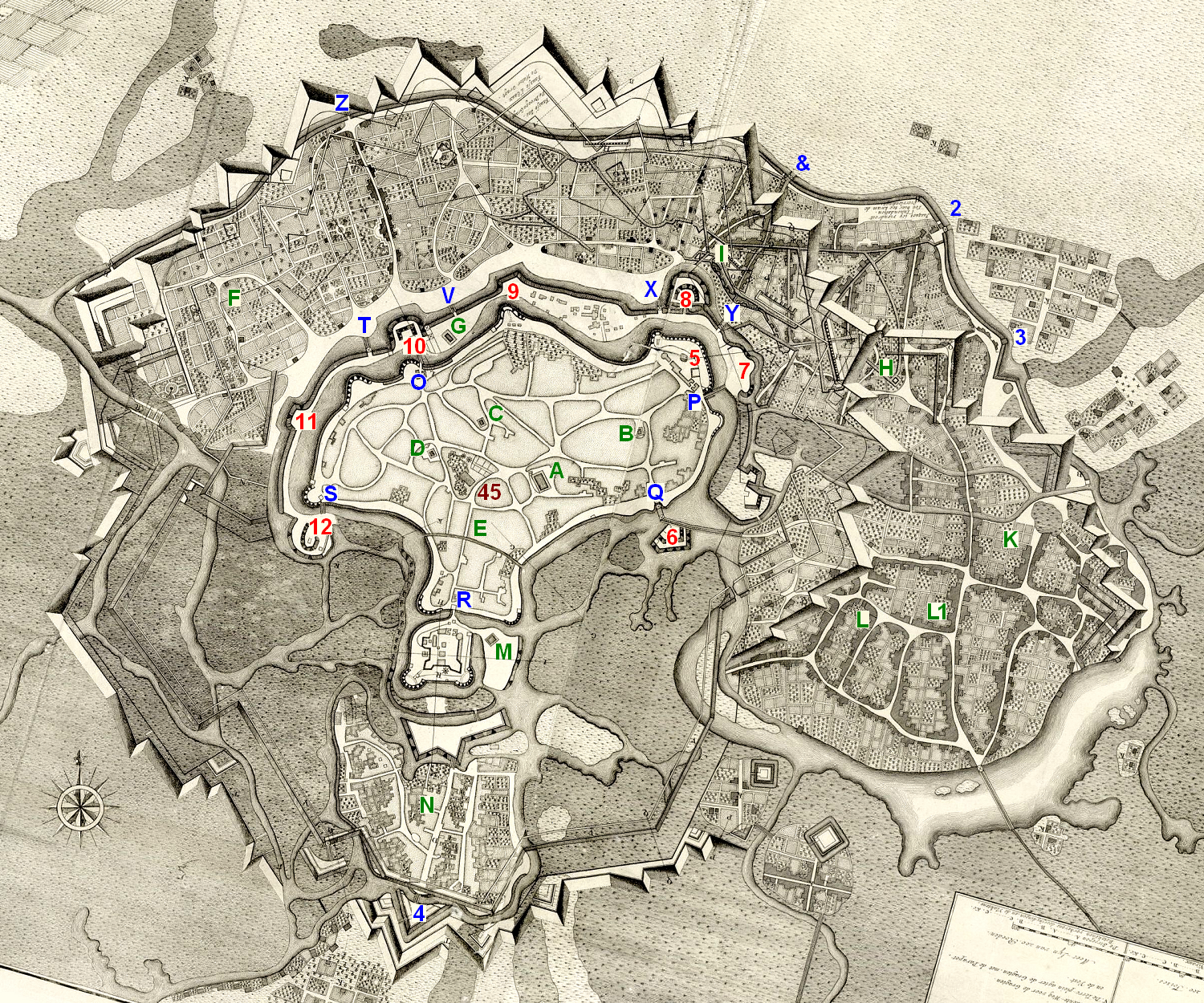
Planul cetății otomane Timișoara, pe harta lui Perrette (v. mai jos). Notațiile sunt cele folosite de Opriș.

Orașul era înconjurat de ziduri înalte de pământ întărite cu palisade din trunchiuri de copaci legate cu împletituri de nuiele. Zidurile de la vest, nord și est erau protejate de o contragardă tot de pământ, cu palisadă. Zidul de la sud era protejat de castel, iar dinspre sud-est și sud-vest erau protejate de mlaștini. Atât în fața contragărzii, cât și în fața zidurilor (inclusiv între zid și contragardă) existau șanțuri adânci, alimentate de apa Timiș[el]ului.
Zidurile orașului aveau 5 porți:
- Horos Kapî (turcă Horoz Kapısı[97]) = Poarta Cocoșului, spre nord-vest (O pe harta Perrette),
- Azab Kapî (turcă Âzeb Kapısı[97]) = Poarta Azapilor spre est (P),
- Soukapî (turcă Su Kapısı) = Poarta Apei, spre sud-est (Q),
- Kuciuk Kalle Kapî (turcă Küçük Kale Kapısı) = Poarta Mică a Cetății spre sud (R), și
- Kana Kapî (turcă Kana Kapısı) = Poarta Sângelui spre vest (S).

Contragarda avea și ea patru porți: Poarta Cocoșului (Z), Poarta Sedi Pașa (V), Poarta Osman Aga (X) și Poarta Pașa Agalelor (Y). În Palanca Mare se intra prin Poarta Podului Lung Basculant (în nord-vest, în dreptul Porții Cocoșului, Z), Poarta Forforos (&), Poarta Martoloz (2) și Poarta Vămii (în nord-estul cartierului, 3). În Palanca Mică se intra prin Poarta Belgradului (4).

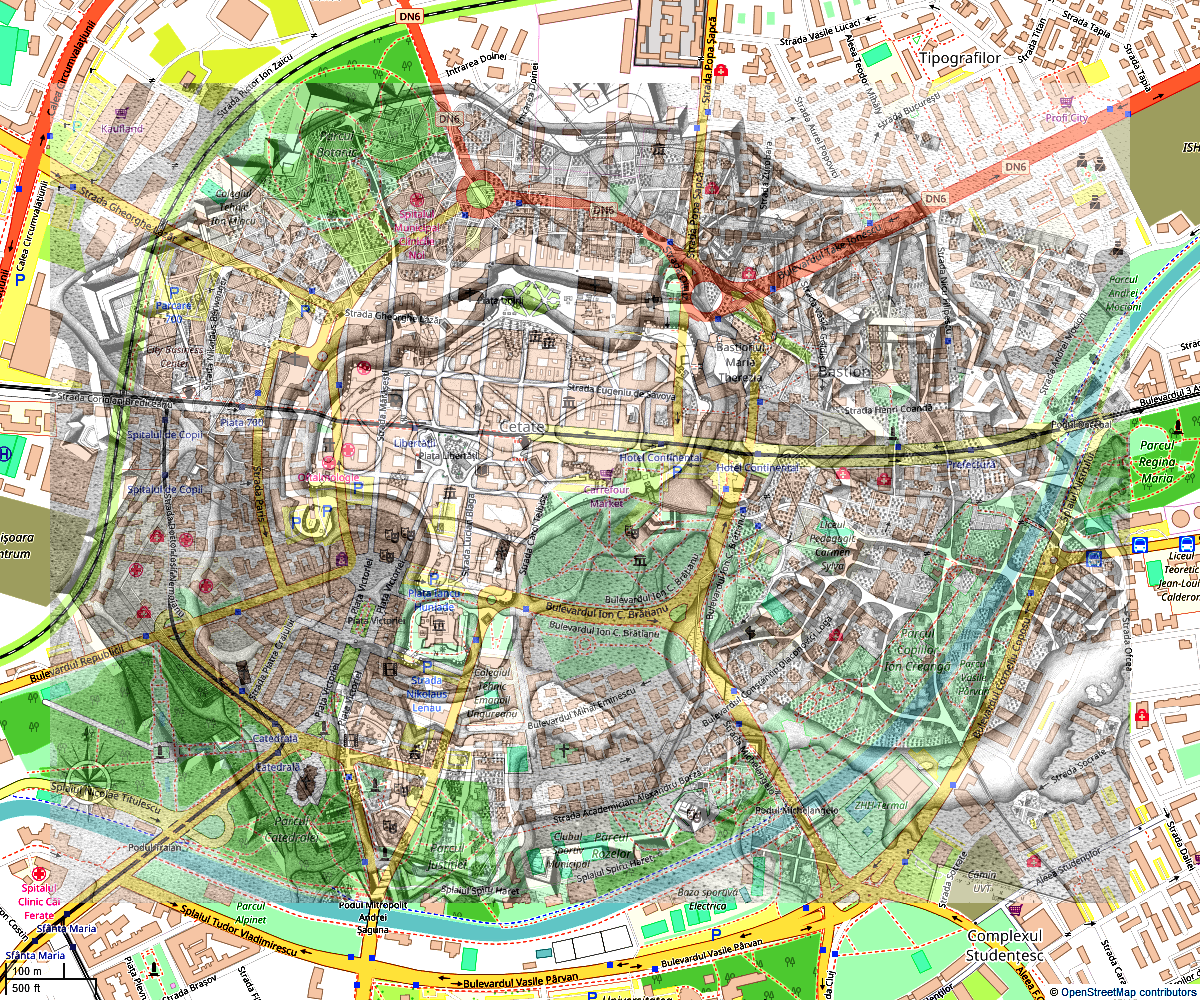
Localizarea cetății otomane față de Timișoara de astăzi

Zidurile și contragarda aveau bastioane — în partea de nord-est era bastionul arsenalului de artilerie (5). Poarta Apei era apărată de bastionul Porții Apei (6). Bastionul Arsenalului era flancat de bastionul de la Poarta Azapilor (7) și de bastionul Ali Pașa (8). Pe latura de nord erau bastioanele Azig Pașa (9) și al Cocoșului (10). În partea de vest erau bastioanele Yamak (11) și cel al Turnului Sângelui (12). Existau două bastioane de o parte și de alta a Porții Mici a Castelului și alte două bastioane în colțurile sudice ale zidurilor ce apărau castelul. Fortificațiile au fost refăcute în anul 1571.
La început garnizoana permanentă era formată din circa 250 de oșteni cu soldă, din care circa 100 de călăreți (ulufegii). Aceștia erau organizați în grupe (ode) de 8 călăreți sub comanda unui sergent. Existau două escadroane, unul format din 6 grupe și unul din patru grupe. Apoi erau azapii. Exista o formație de 75 de oameni, organizați în 3 rias de câte 20 de oameni (2 ode de câte 10 oameni) și comandanții lor și alta de 44 de oameni, organizați în 2 rias, similar. Existau circa 20 de martologi (marinari creștini de pe Dunăre care erau grăniceri) și câțiva müteferiki (diverși, cu diverse specialități). În cazul confruntărilor militare aici erau detașate și alte trupe. De-a lungul timpului garnizoana a crescut, în anul 1624 avea circa 1000 de oameni.
În septembrie 1595 Timișoara a fost asediată de trupele lui Sigismund Báthory, însă acestea s-au retras la venirea trupelor otomane trimise în ajutor. Anul următor, în iunie. asediul a fost repetat, dar tot fără succes. În 1597 habsburgii au oferit un tribut anual de 12 000 de scuzi (c. 40 kg de aur fin) pentru restituirea cetății Timișoarei, dar otomanii au refuzat. Asediul transilvănenilor s-a reluat în octombrie–noiembrie, dar tot fără succes. În februarie 1600 trupele lui Mihai Viteazul sub comanda lui Baba Novac au atacat Timișoara și au ars mahalalele, dar nu au asediat-o și au trecut mai departe spre Panciova. În octombrie 1603, a fost rândul lui Gheorghe Basta să asedieze Timișoara, dar tot fără succes.
Între 1660–1664 Timișoara a fost vizitată de mai multe ori de Evliya Çelebi, iar în 1663 de Henrik Ottendorf, care au făcut descrieri ale celor văzute. În a doua jumătate a secolului al XVII-lea au fost executate contragarda și fortificațiile palăncilor și se consideră că de atunci datează și denumirile de Palanca Mare și Palanca Mică. În anul 1686 cetatea Timișoara s-a pregătit de luptă. Un inventar al armamentului nota existența a 54 de piese de artilerie, din care 3 balimezuri, 1346 de puști, 402 de arcuri cu 11 760 de săgeți, 5156 de grenade și altele. În prima jumătate a anului 1688 au fost reparate fortificațiile. Între toamna lui 1689 și primăvara lui 1690, cetatea Timișoarei a fost supusă unui lung asediu din partea imperialilor, care până la urmă s-au retras. În perioada anilor 1692–1693, fortificațiile au fost din nou reparate și cetatea a fost aprovizionată cu armament. În toamna lui 1695 sultanul Mustafa al II-lea a vizitat Timișoara și a organizat o expediție de cucerire a cetății Lipova. Armamentul cetății cucerite, între care 6 balimezuri, a fost adus la Timișoara. În 1696 imperialii, sub conducerea principelui elector de Saxa, Frederic August, au asediat din nou Timișoara, însă au fost înfrânți de oastea turcească venită în ajutor, după care fortificațiile au fost din nou refăcute. Deși fortificațiile erau mereu reparate, ele erau de pământ cu parapete de lemn masiv văruit, incapabile să reziste tunurilor din secolul al XVIII-lea. Dintre clădiri, doar castelul, moscheile și zidurile din jurul castelului și cetății (partea de sud a orașului, cetatea angevină), erau din zidărie, restul construcțiilor erau din lemn, fapt care a favorizat incendiile.
Timișoara este considerată capitala Banatului încă de pe timpul Pașalâcului Timișoara.

## Cetatea habsburgică

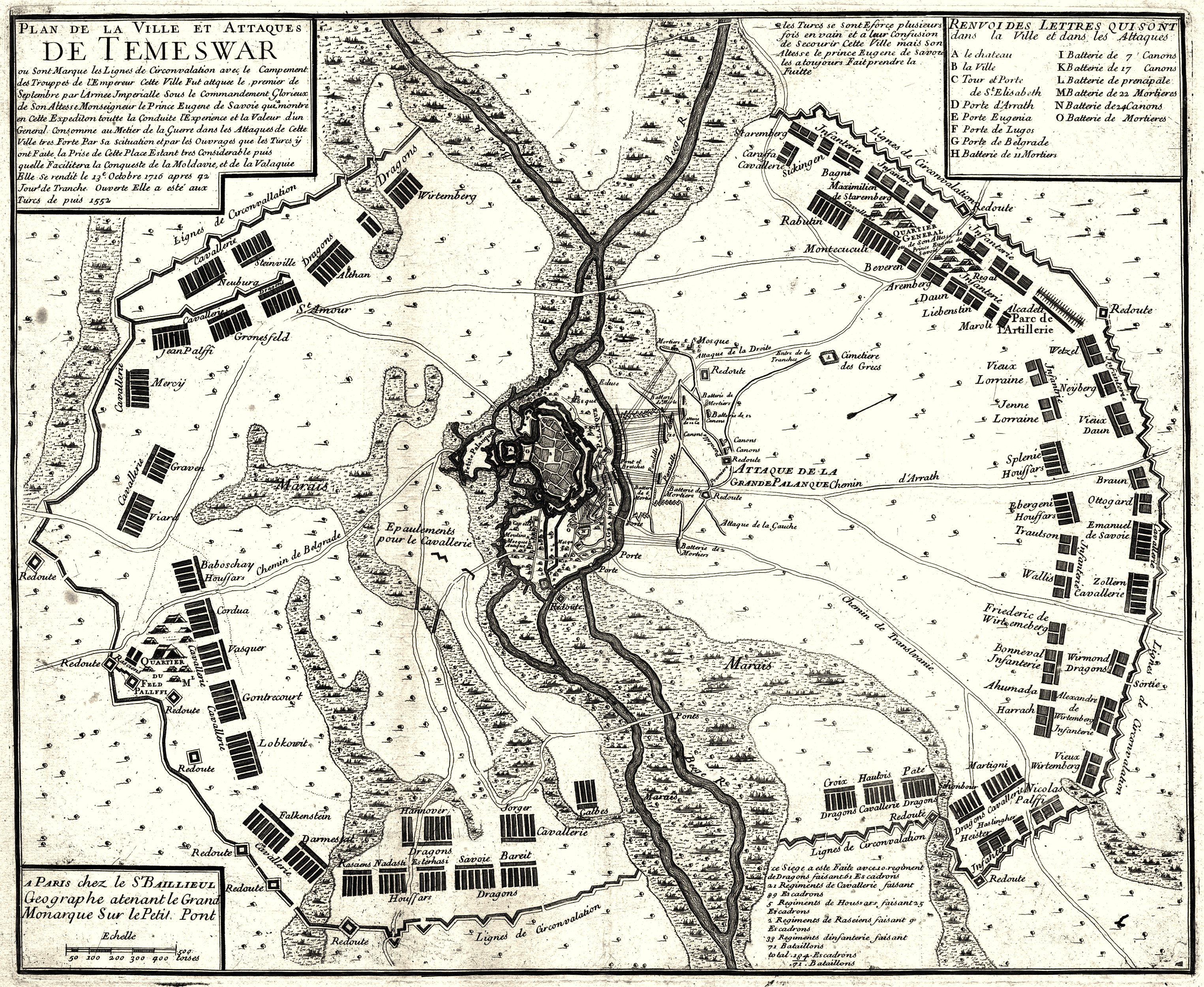
Planul asediului Timișoarei. Nordul este indicat de săgeată. Pe plan se văd desfășurarea unităților, lucrările genistice efectuate: tranșee, amplasarea și tirul bateriilor de artilerie, linia de circumvalațiune, redutele etc.

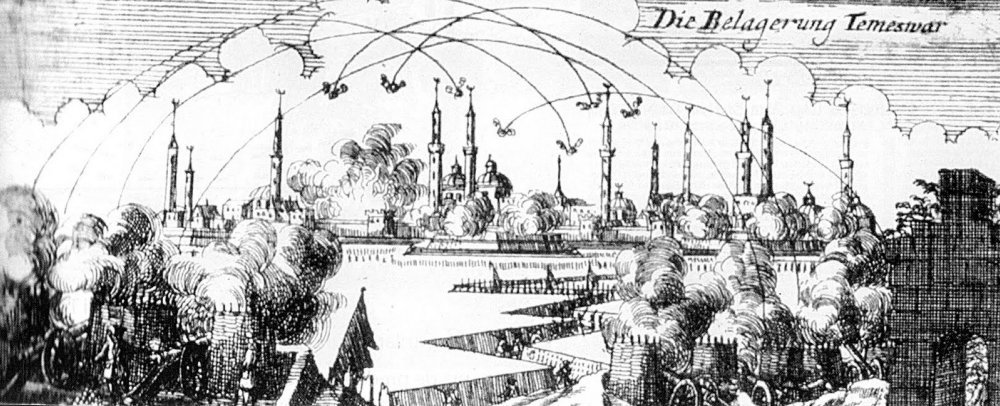
Asediul Timișoarei, stampă de epocă

### Cucerirea cetății de către habsburgi
În războiul austro-turc din 1716-1718, la 5 august 1716 Eugen de Savoia a împrăștiat armata otomană la Petrovaradin. Întrucât mai dispunea de resurse suficiente, s-a îndreptat spre Timișoara. Armata imperială era formată din circa 45 000 de infanteriști, avea peste 23 000 de cai, 50 de tunuri de câmp și 87 de tunuri de asediu. Garnizoana otomană avea circa 16 000 de oameni și 150 de tunuri.
La 21 august, paisprezece escadroane de cavalerie sub comanda generalului Rotenhan au ajuns la Timișoara. Până la 26 august au ajuns și restul trupelor, inclusiv Eugen de Savoia. Asediul a început la 31 august. Între 1–15 septembrie s-au făcut lucrări genistice: s-au săpat tranșee și s-au amplasat tunuri care au executat foc de acoperire pentru lucrări. Din 16 septembrie bombardamentele s-au generalizat pe tot frontul, cu intensitate tot mai mare, pe măsură ce tunurile ajungeau și erau puse în poziții. Între 20–22 septembrie au apărut primele spărturi în ziduri. Între timp a ajuns la Timișoara venind de la Alba Iulia și alt corp de armată, format din 14 escadroane de cavalerie și 4 batalioane de infanterie, sub comanda generalului Stefan Steinville. Contraatacurile otomanilor au fost respinse. În 25 septembrie bombardamentul reciproc a fost intens. La 26 septembrie trupele otomane sosite în ajutorul cetății au atacat de trei ori dinspre sud, dar neputându-se sincroniza cu contraatacurile apărătorilor cetății nu au reușit să intre în cetate. La 30 septembrie a fost cucerită contragarda. Între 1 și 10 octombrie s-au executat noi lucrări genistice și s-au reamplasat tunurile. La 11 octombrie a început un bombardament masiv pentru distrugerea zidurilor în urma căruia la 12 octombrie ora 11 și jumătate pe un bastion apare steagul alb al capitulării.
Conform condițiilor capitulării, otomanilor și curuților li s-a permis să părăsească cetatea cu bunurile lor personale. Pentru retragerea lor li s-au pus la dispoziție circa 1000 de căruțe. S-a permis luarea merindelor necesare pentru un drum de 10 zile până la Belgrad. Însă nu s-a permis plecarea dezertorilor din armata habsburgică, iar armamentul greu, praful de pușcă și proviantul au trebuit lăsate pe loc.
După cucerirea în 1718 a Belgradului de către austrieci războiul austro-turc s-a încheiat, iar pacea de la Passarowitz a confirmat apartenența Banatului Timișoarei, inclusiv a cetății Timișoara, la Monarhia Habsburgică.

### Reconstrucția cetății
După cucerirea cetății aceasta era practic distrusă. Austriecii au trecut la fortificarea ei, însă nu a existat de la început o concepție unitară, cauza fiind că cetatea trebuia menținută funcțională. În perioada 1717–1727 au apărut mai multe propuneri, care au rămas nefinalizate. Imediat după cucerire, inginerul militar cpt. François Perrette, care realizase în 1715 fortificațiile de la Slavonski Brod, a fost însărcinat să facă o ridicare topografică a cetății și să facă propuneri pentru noile fortificații. El a realizat trei planuri: primele două în octombrie 1716 și februarie 1717, planuri considerate foarte exacte, iar într-al treilea, publicat în 1729, erau figurate și fortificațiile propuse. Prima fortificație, realizată în 1716, a fost „Noul Ravelin”, care urma să apere Palanca Mică dinspre sud.
O primă propunere viza realizarea unor bastioane pe traseul vechiului zid de la nord. Palanca mică urma să fie păstrată, iar la capătul estic al fostei Palănci Mari să se realizeze cazărmi. Problema era spațiul prea mic din interiorul zidurilor. Totuși, proiectul prevedea o primă formă a Cazărmii Cazematate, ulterior cunoscută drept Cazarma Transilvaniei, care să închidă perimetrul în partea de sud-est a cetății. Zona Palăncii Mici era propusă ca zonă rezidențială.
O altă propunere viza realizarea unei zone rezidențiale la sud-est de cazărmi. Fiind în mlaștină, era mai puțin expusă în caz de asediu. Însă bastioanele propuse erau de tip italian, deja perimate, iar forma fortificației se îndepărta de principiile orașului ideal. Din proiect se vede că se știa deja că cetatea va avea trei centuri de fortificații.
Propunerea lui Geyer viza păstrarea combinației cetate plus castel, rezervând și o zonă de extensie spre sud-est. Propuneri pentru această zonă de extensie au existat și după închiderea primei centuri de ziduri, după cum se vede în planul nr. 3, din 1734. Planul nr. 3 este primul plan oficial care cuprindea întreg conturul fortificațiilor cetății. În acest plan, elementele figurate cu roșu reprezentau clădiri realizate (erau realizate Cazarma Cazematată, iar din bastionul Theresia, doar depozitul de proviant), la cele figurate cu negru erau realizate fundațiile, iar la cele figurate cu galben erau propunerile de închidere a curtinei.

Proiecte de fortificare nerealizate
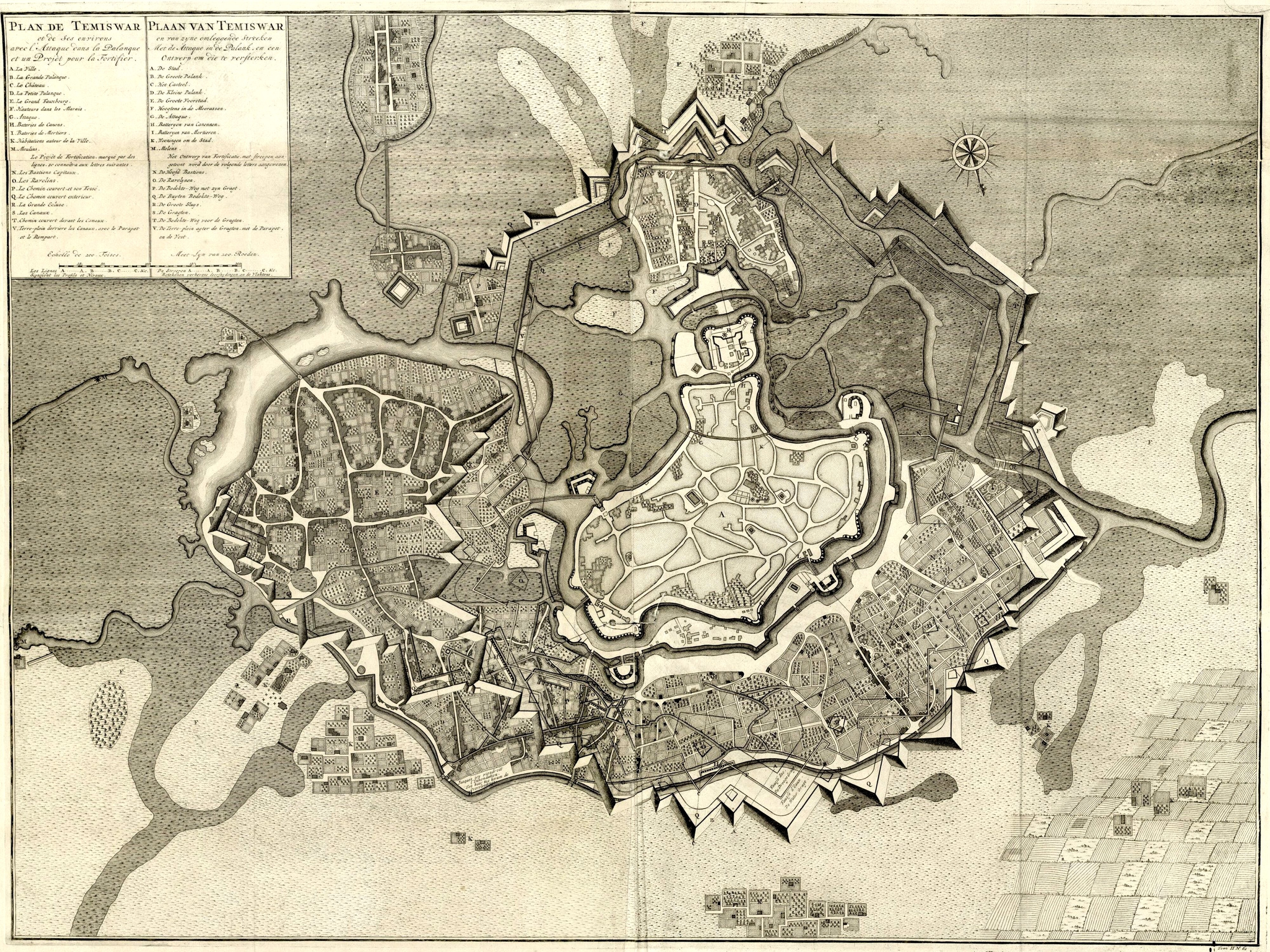
Planul cpt. François Perrette, versiunea din 1729. Nordul este în jos și este indicat exact de roza vânturilor.
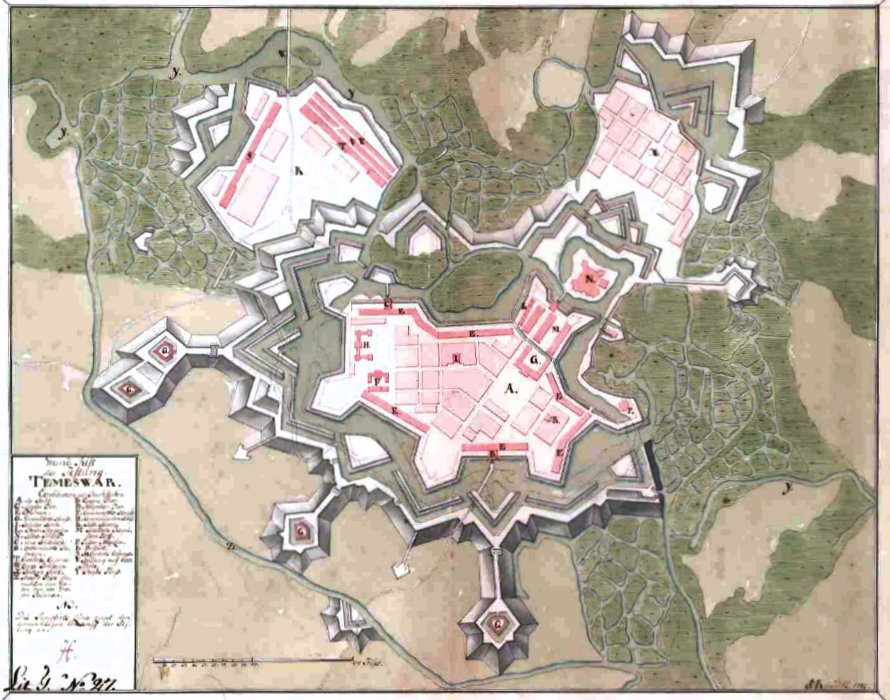
Propunerea cu bastioane pe traseul vechiului zid de la nord. Nordul este în jos.
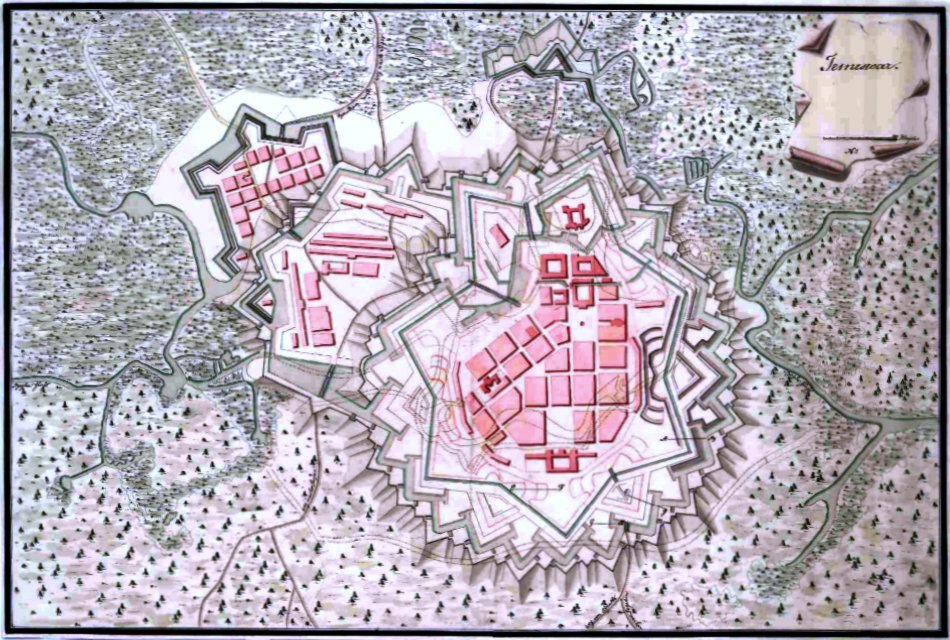
Propunerea cu zonă rezidențială la sud-est. Nordul este în jos.
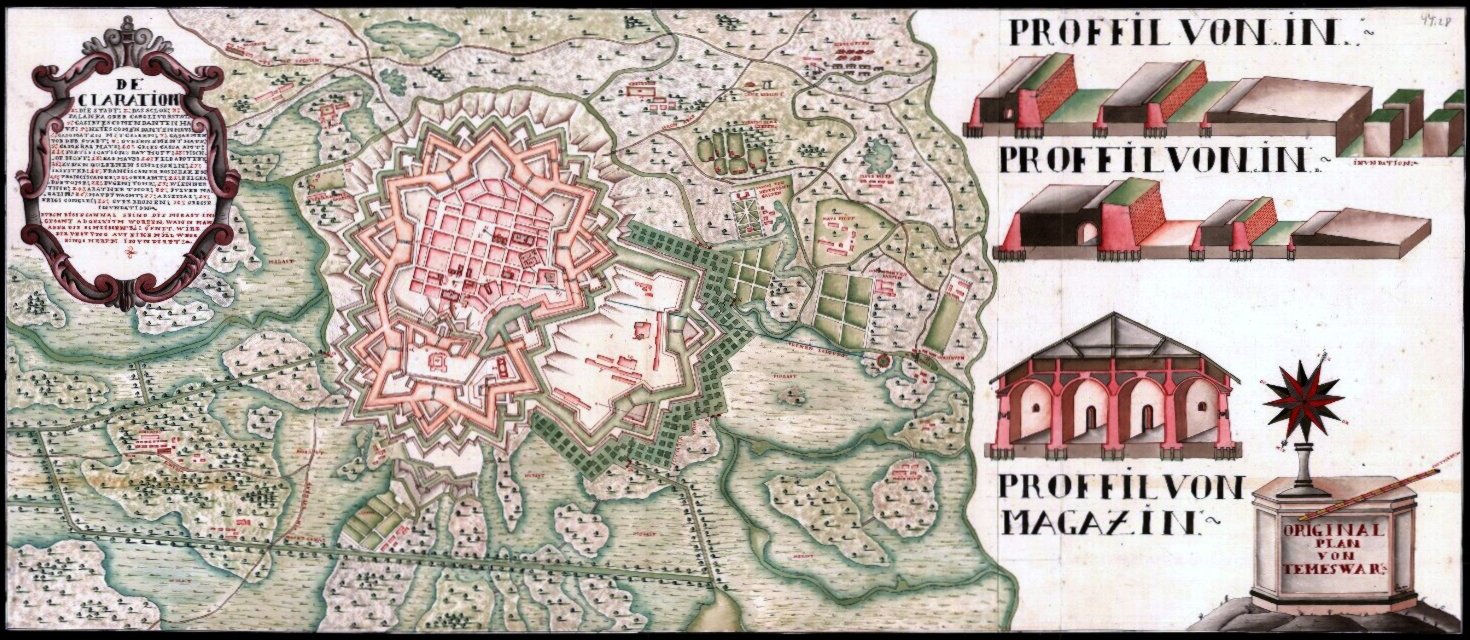
Propunerea lui Geyer.
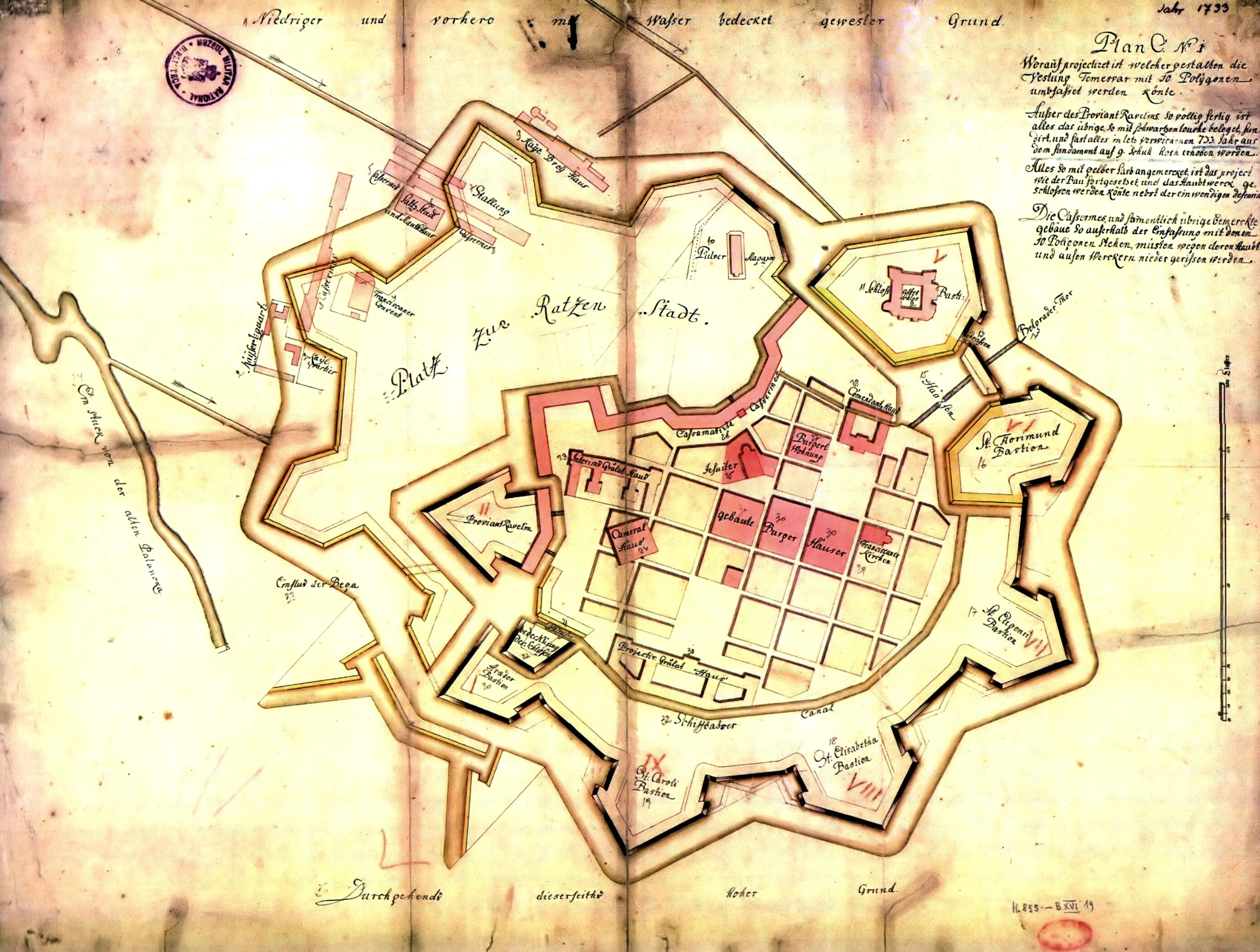
Planul nr. 3 de realizare a extinderii. Nordul este în jos.

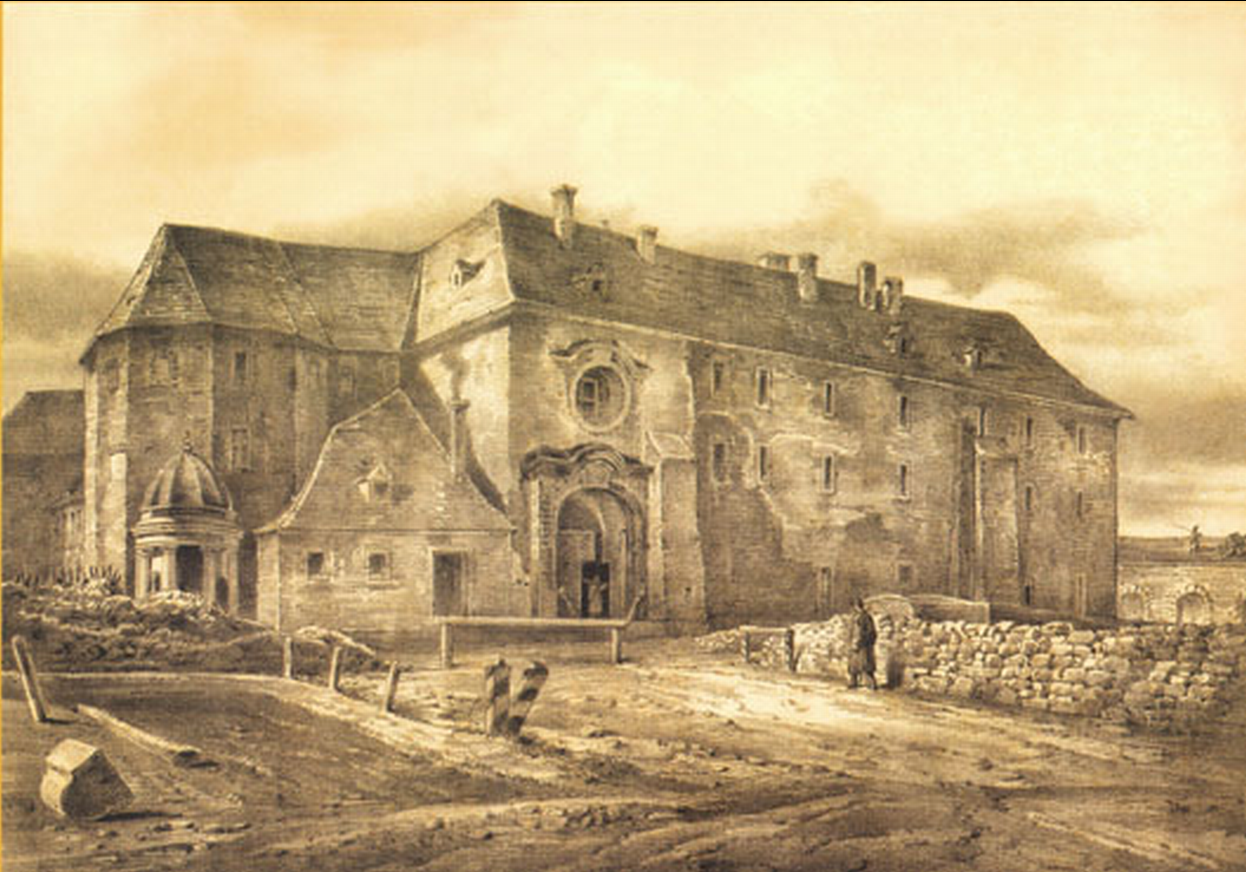
Castelul Huniade, cum arăta la 1730

Piatra de temelie a viitoarei cetăți a fost pusă la 25 aprilie 1723, ocazie cu care a fost îngropată și o placă de zinc cu inscripția „Imperante Carolo VI, Duce Eugenio Sabaudiae Principe per cladem Petro-Varadini MDCCXVI a Turcis recuperata Provincia, sub preadisio Claudii Comitis a Mercy anno a patru Virginis MDCCXXIII die XXV. mensis Aprilis Temesvarini moenia fundabantur” (română După ce sub guvernarea lui Carol al VI-lea, conducătorul de oști Eugen prinț de Savoia, prin bătălia de la Petrovaradin în anul 1716 a recucerit provincia de la turci, au fost constituite zidurile Timișoarei sub președintele conte Claudiu de Mercy în anul 1723, după nașterea fecioarei, în aprilie 25), însă planurile indică faptul că lucrările efective au început mai târziu. Prima lucrare de fortificații care va aparține cetății finale a fost Cazarma de Infanterie Cazematată, construită între 1727–1729. În acel moment cetatea încă nu era proiectată.
În 1732 o bună parte din cetate era proiectată și s-a început săparea șanțului din fața viitoarelor bastioane. Într-un an el a fost executat, inclusiv zidăria escarpei curtinei principale. Întârzierea la începerea lucrărilor s-a datorat necesității de a executa în prealabil lucrări hidrotehnice de regularizare în amonte pentru asigurarea apei necesare șanțurilor fortificațiilor, lucrări executate între 1728–1732.

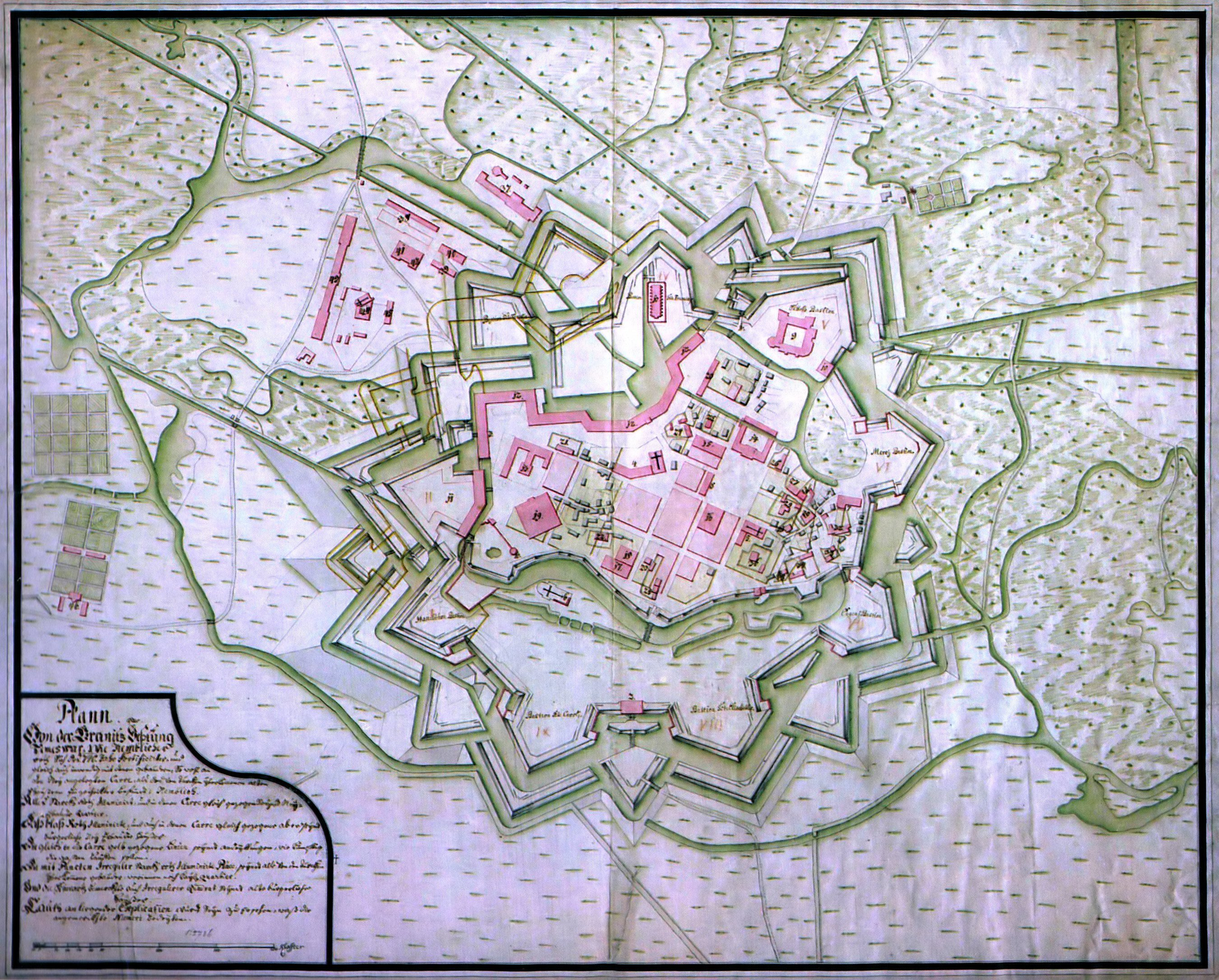
Planul cetății la 1740. Nordul este în jos.

În 1740 erau realizate primele două centuri de fortificații ale cetății. Prima centură era formată din 8 bastioane (din cele 9 în final) de tip Pagan (precursor al fortificațiilor de tip Vauban) și zidurile de curtină dintre ele. A doua centură era formată din opt raveline plasate între bastioane și de primul rând al contragărzilor bastioanelor. În acest moment se știa exact cum va arăta în final cetatea și cât va fi zona non aedificandi, astfel că în 1744 s-a aprobat amplasarea suburbiilor germană (actualul cartier Iosefin) și rasciană (actualul cartier Mehala).

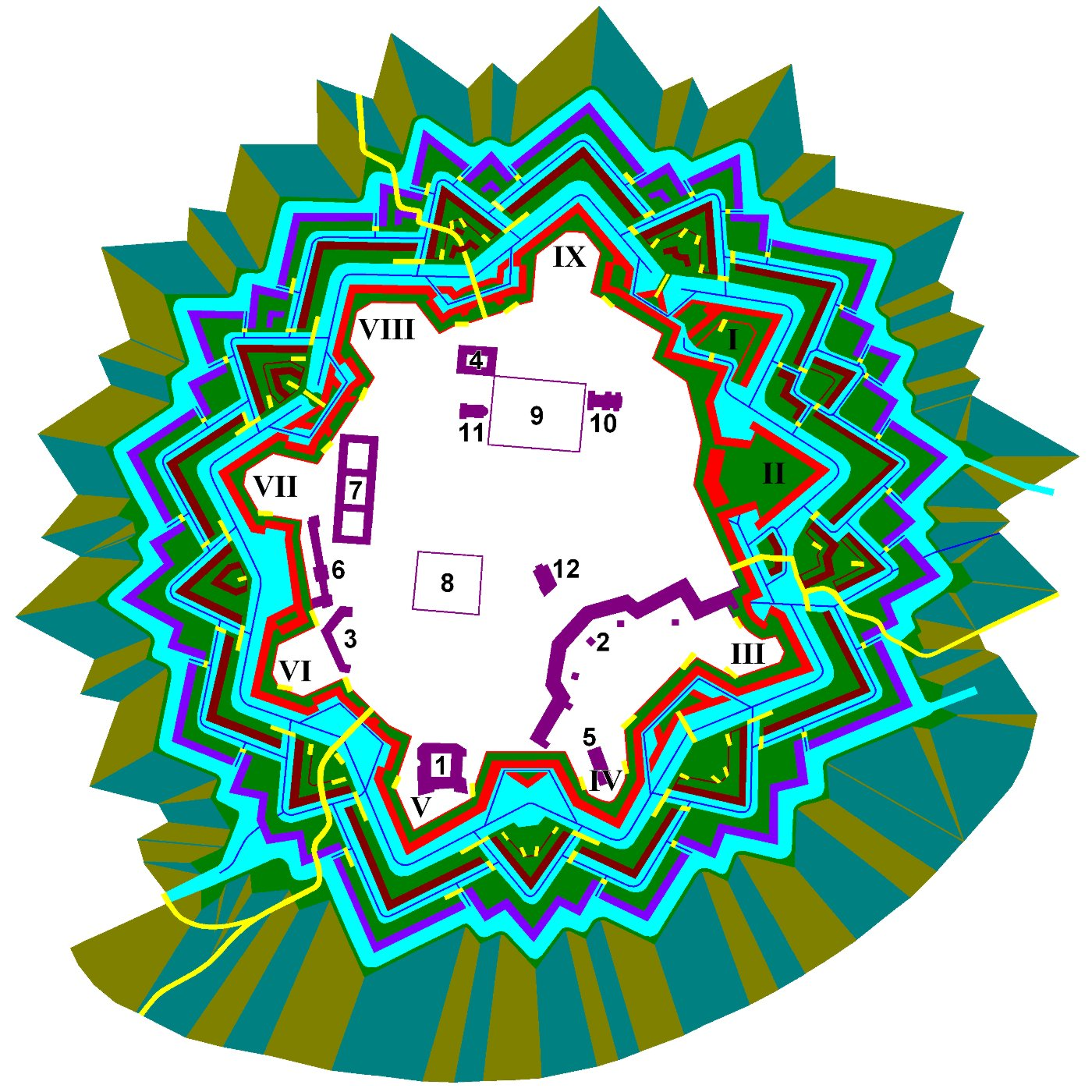
Fortificațiile cetății la 1808

Planul cetății din 1808 (în casetă) arată forma finală a cetății, cele trei centuri fiind terminate în 1764. Figura alăturată este trasată pe baza acestui plan și evidențiază detaliile. Cu diferite nuanțe de verde sunt reprezentate banchetele (en), barbetele (en), drumurile acoperite (en) și glacisul. Cu albastru sunt reprezentate cunetele (fr), iar cu albastru deschis zonele inundabile în caz de asediu. Cu galben sunt reprezentate căile de acces, podurile și rampele. În zona intra muros existau clădiri fortificate reprezentate cu bordo: Castelul Huniade (1), Cazarma de Infanterie Cazematată (ulterior Cazarma Transilvaniei, Cazarma Ardeleană – 2), Cazarma Serviciului de Construcții al Fortificațiilor (Casa Inginerilor – 3), Cazarma Vienei (ulterior Cazarma Franz Joseph – 4), pulberăria (5), spitalul de dermatologie (6) și spitalul militar (7). Existau trei piețe: Piața de Paradă (8), Piața Principală (9) — lângă care se aflau domul (10) și biserica rasciană (11) — și o mică piață triunghiulară (actuala piață Sfântul Gheorghe) în care se afla o biserică, fosta Mare Moschee (12). Nivelul de paradă (nivelul solului) a rămas alb.

Profilul vertical al unei fortificații de tip Vauban cu o singură contragardă (la fortificațiile Timișoarei elementele centrale se dublau)

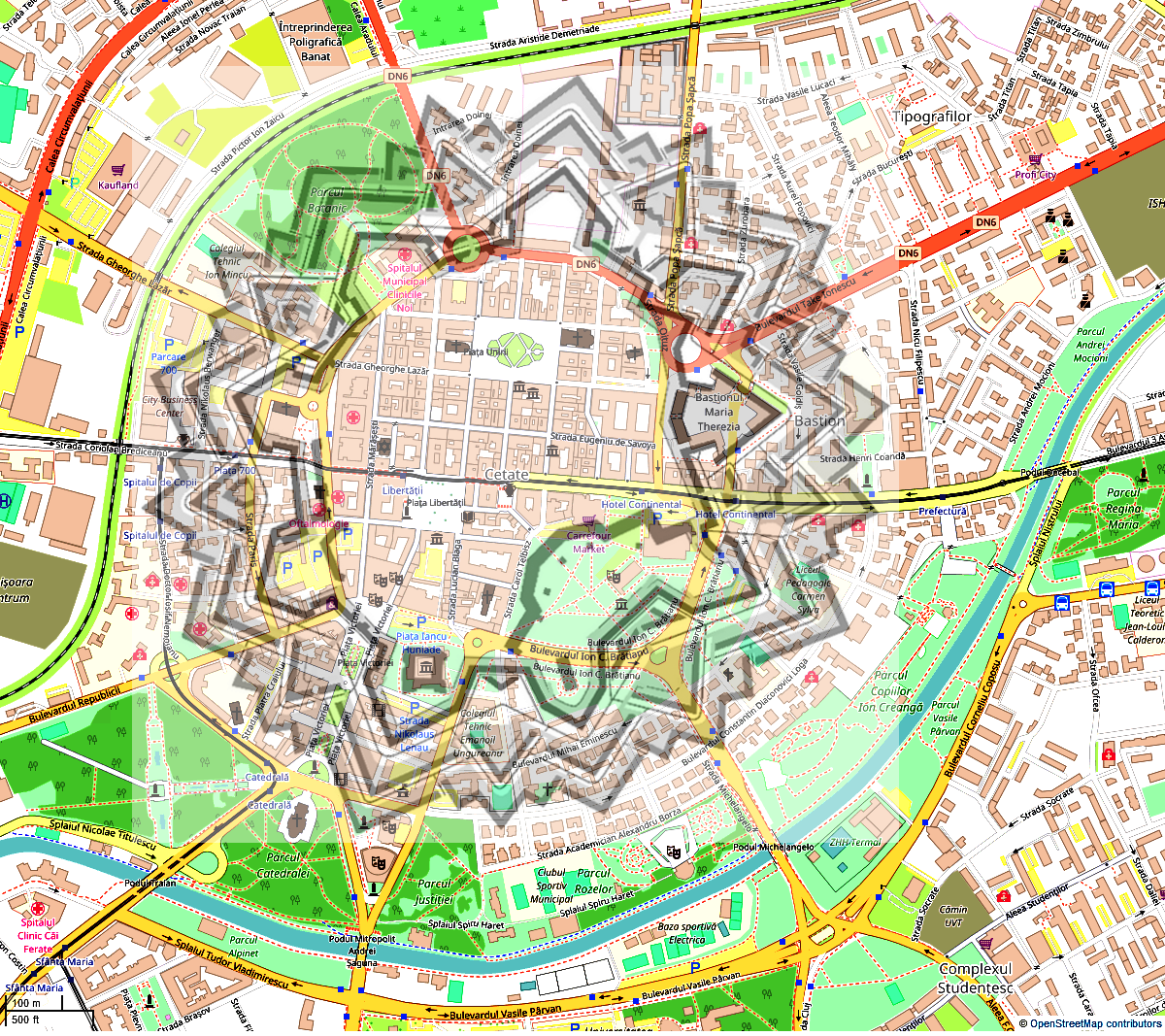
Localizarea cetății habsburgice față de Timișoara de astăzi

Profilul vertical al fortificațiilor era de tip Vauban, cu trei centuri, fiecare având în față zone inundabile. Prima centură, ale cărei parapete sunt reprezentate cu roșu, era formată din nouă bastioane și zidurile de curtină. Pe planurile fortificațiilor bastioanele și ravelinele erau numerotate cu cifre romane, în sens orar, începând cu cel din nord-est (similar cu cifrele de pe cadranele ceasurilor). Bastioanele erau:
- I     Bastionul Francisc, separat de zona intra muros, accesul pe el făcându-se printr-un pod de lemn. La stânga era flancat de o platformă de artilerie și de o structură de tip clește.[151]
- II    Bastionul Theresia, singurul rămas până în ziua de azi, a fost prima structură de rezistență construită, conceput inițial ca ravelin. Are urechi și o retragere deoarece a fost conceput să poată funcționa independent de restul cetății, chiar și dacă ar fi fost penetrat.[151]
- III   Bastionul Joseph, care flanca poarta Transilvaniei, avea o singură ureche și o latură curbă.[151]
- IV   Bastionul Leopold (Hamilton, bastionul pulberăriei) nu avea urechi și era flancat de structuri de apărare de tip clește. Pe el era amplasată clădirea pulberăriei.[151]
- V    Bastionul castelului, destinat protejării Castelului Huniade. Avea o singură ureche, către poarta Petrovaradinului.[151]
- VI   Bastionul Mercy, care flanca la vest poarta Petrovaradinului și proteja cazarma serviciului fortificațiilor și spitalul de dermatologie. Avea urechi și flancul drept era protejat de o platformă de artilerie.[151]
- VII  Bastionul Eugeniu, care proteja spitalul militar și cel de dermatologie. Avea urechi, cea din stânga mai există lângă Piața 700. În dreapta era flancat de o structură de tip clește.[151]
- VIII Bastionul Elisabetha, care flanca poarta Vienei la stânga. Avea urechi și era protejat pe ambele flancuri de structuri de tip clește.[151]
- IX   Bastionul Carol, care flanca poarta Vienei la dreapta. Avea urechi și era protejat pe flancul stâng de o structură de tip clește, iar pe flancul drept de o platformă de artilerie.[151]

Bastioanele aveau două niveluri de amplasare a artileriei: nivelul inferior, din care tunurile trăgeau prin ambrazuri, și nivelul superior, din care tunurile de pe barbetă trăgeau peste parapete.
A doua centură, ale cărei parapete sunt reprezentate cu maro, era formată din 7 raveline care flancau bastioanele — cu excepția bastionului Theresia care era flancat de redane (en) — și 9 contragărzi ale bastioanelor. Ravelinele erau flancate de caponiere. Ravelinele din partea de nord a cetății erau întărite, pe cele dintre bastioanele Mercy și Elisabetha erau amplasate lunete, iar pe cele dintre bastioanele Elisabetha și Francisc erau amplasate redane.
A treia centură, ale cărei parapete sunt reprezentate cu violet, era formată din anvelopa ravelinelor și contragărzilor din centura a doua. Anvelopa era formată din alte 9 contragărzi flancate de 9 redane triple.

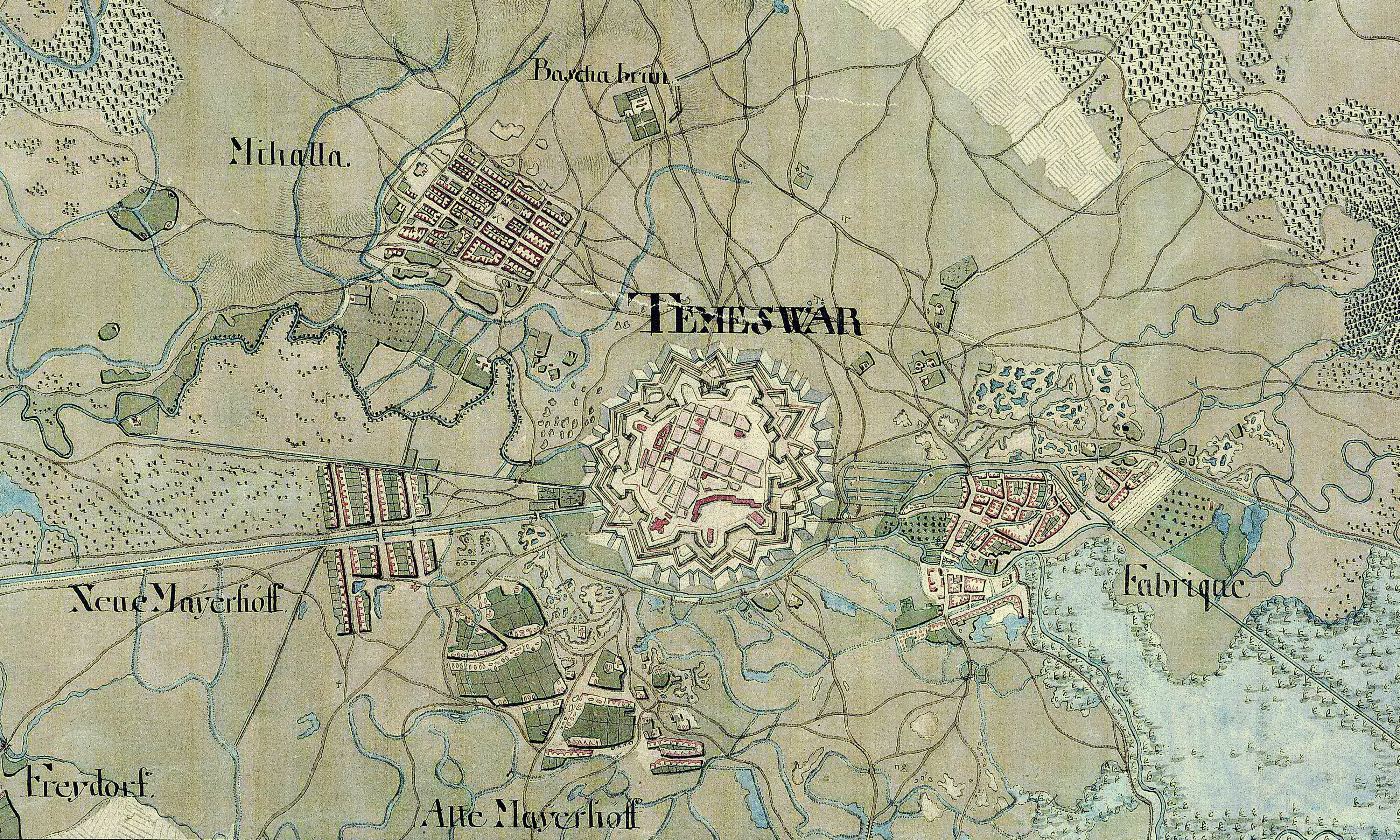
Timișoara pe ridicarea topografică iozefină; se văd fortificațiile, zona non aedificandi și cartierele Fabric (Fabrique), Iosefin (Neue Mayerhoff) and Mehala (Mihalla)

Accesul în cetate se făcea prin trei porți: Poarta Vienei (sau Poarta Aradului, Poarta Mehalei) în partea de nord–nord-vest a cetății, între bastioanele Elisabetha și Carol, Poarta Transilvaniei (sau Poarta Ardeleană, Poarta Lugojului) în partea de est a cetății, între bastioanele Theresia și Joseph, și Poarta Petrovaradinului (sau Poarta Belgradului, Poarta Iosefină) în partea de sud-vest a cetății, între bastioanele castelului și Mercy. Porțile erau distribuite la interval de câte trei bastioane și fortificațiile din dreptul lor erau suplimentate. La porțile Vienei și Transilvaniei existau câte 5–6 parapete în loc de trei, iar la poarta Petrovaradinului accesul se făcea pe un pod lung între prima și a doua centură de fortificații.
În 1765 s-a făcut ultima lucrare de fortificații: săparea unei noi albii a râului, care va deveni actualul canal Bega. Inițial, pentru a nu oferi adăpost trupelor atacatoare, malul dinspre cetate trebuia să continue panta glacisului, însă în decursul timpului apa și-a săpat o albie proprie, malul său oferind protecție pentru asediatori. Rezultatul a fost la fel cu o tranșee paralelă gata săpată, fapt pentru care lucrarea a fost considerată o greșeală, exploatată în asediul din 1849.

### Asediul din 1849
La 13 martie a izbucnit Revoluția de la 1848 la Viena și la 15 martie la Budapesta. Vestea a ajuns la Timișoara la 18 martie 1848. În urma hotărârii din 3 octombrie a lui Ferdinand I al Austriei în tot Regatul Ungariei a fost declarată starea de asediu. La Timișoara comanda a fost preluată de comandantul militar al cetății, feldmareșalul locotenent k. k. Georg von Rukavina (de). 

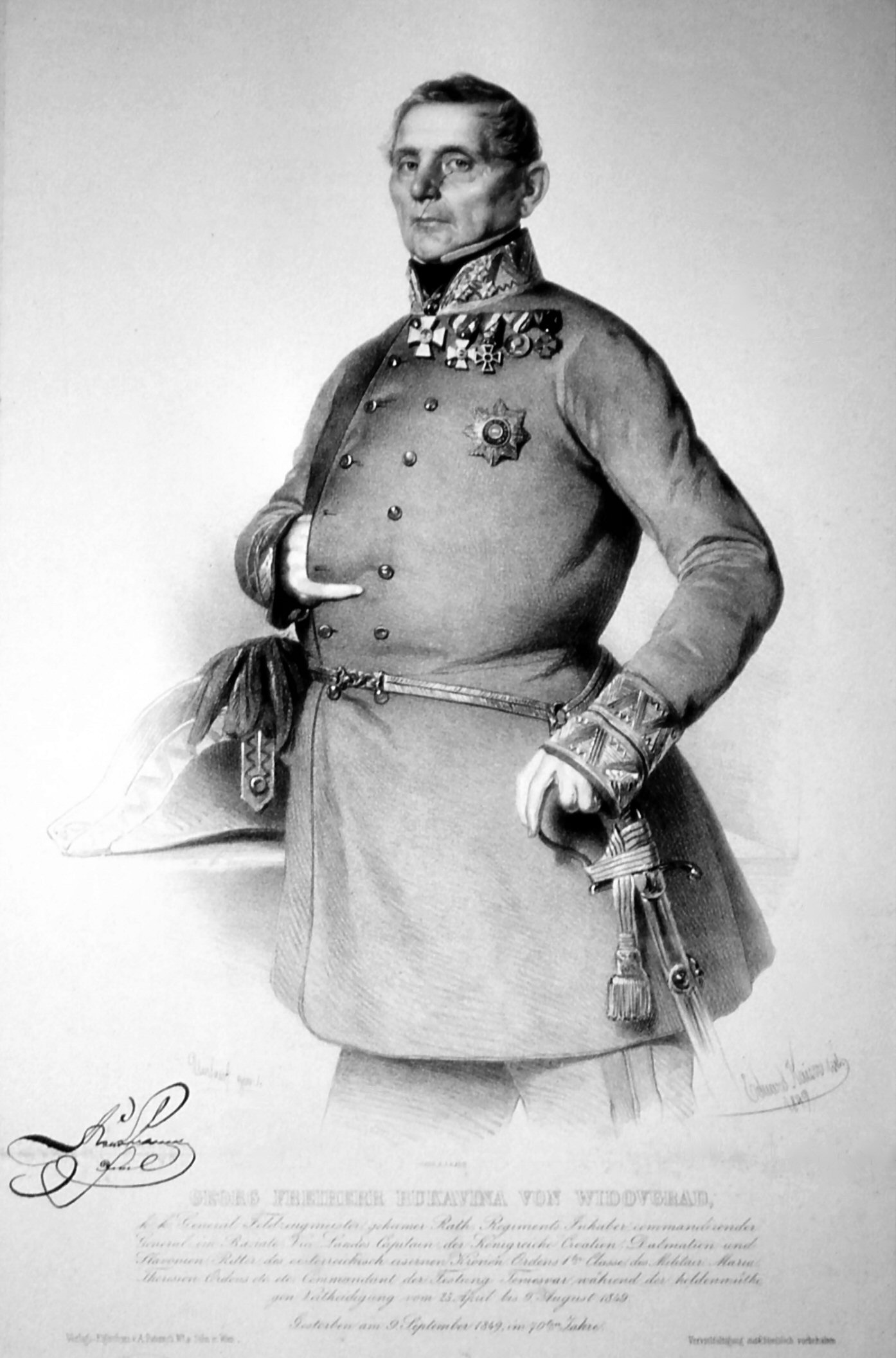
Georg von Rukavina

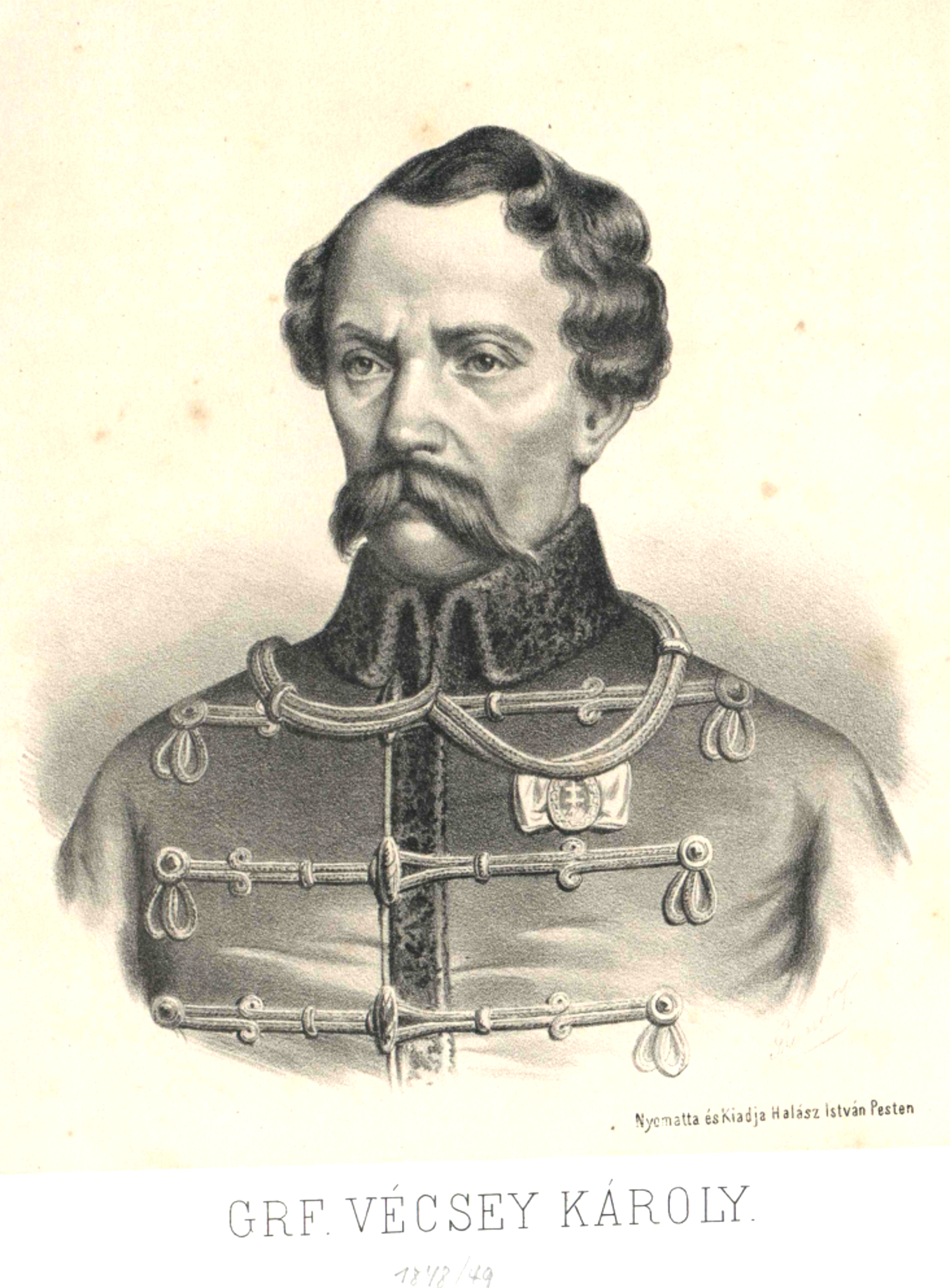
Károly Vécsey

Starea de asediu presupunea interzicerea revoltelor, a grupurilor mai mari de 6 persoane și impunea predarea armelor. La rândul ei, la decretul lui Lajos Kossuth din 8 octombrie prin care se cerea arborarea drapelului maghiar și loialitate față de Ungaria, garnizoana cetății a răspuns că prin decretul din 3 octombrie Kossuth a fost declarat instigator al poporului, ca urmare nu mai este obligată să-i urmeze ordinele, va rămâne fidelă împăratului și va apăra cetatea, nepredând-o nimănui până la restabilirea unei puteri legitime.
Deși cetatea Timișoara era finalizată, din cauza solului mlăștinos, prima centură, cea mai grea, se scufundase într-o oarecare măsură, făcând dificil tirul de artilerie de pe ea fără a pune în pericol apărătorii celorlalte două centuri, respectiv calea acoperită. În iarna dintre anii 1848–1849 cetatea a fost aprovizionată și s-au făcut recrutări, astfel că la începutul asediului forțele de apărare erau formate din 8851 oameni. De asemenea, se dispunea de 1272 cai și 213 guri de foc de artilerie funcționale. Exista suficient praf de pușcă, dar numai 312 artileriști și doar 17 geniști.
La 14 mai asediatorii au ocupat Fabricul și au distrus conducta de aprovizionare cu apă potabilă a cetății. Apărătorii mai puteau folosi doar cele 130 de fântâni din oraș, dar din ele doar 13 furnizau apă potabilă. Lipsa de apă curată a dus la epidemii.
La 18 mai a fost primul bombardament asupra cetății. Bombardamentul s-a intensificat la 11 iunie, când asediatorii au pus în baterie alte tunuri, mai mari. În oraș au căzut aproape 2000 de bombe și aproape toate clădirile au fost atinse. Deși erau construite din cărămidă, mai rezistente erau doar castelul Huniade, cazărmile, în special Cazarma Transilvania, Spitalul Militar și criptele.

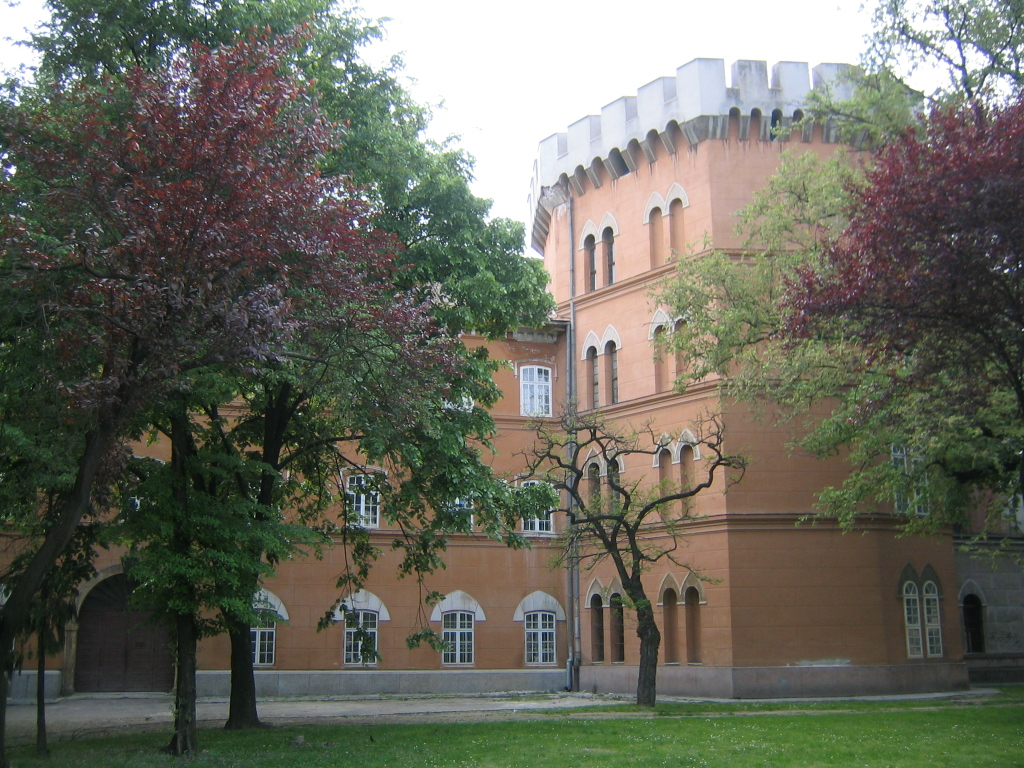
Castelul Huniade conform reconstrucției din 1856

La 6 iulie asediatorii au decamuflat alte 20 de baterii și au bombardat cetatea cu circa 30 de mortiere și 30 de tunuri grele. La 20 iulie Kossuth a vizitat tabăra asediatorilor și i-a cerut lui Károly Vécsey (en), comandantul asediului, să cucerească cetatea cu orice preț. Bombardamentul a continuat, în faza sa maximă în baterii erau 36 de mortiere, 20 de tunuri, 13 obuziere și 22 de tunuri de câmp, în total 91. În aceste condiții la 5 august un parlamentar a cerut predarea cetății, dar a fost refuzat.
La 8 august s-au observat mișcări în tabăra asediatorilor, iar în ziua următoare a avut loc o mișcare mare și dinspre nord-vest s-au auzit bubuituri de tun. Se dădea bătălia de la Timișoara, unde trupele austriece sub conducerea lui Julius Jacob von Haynau au învins armata maghiară, comandată de Józef Bem, iar seara Haynau a intrat în Timișoara după 107 zile de asediu.
Pierderile în luptă ale cetății nu au fost foarte mari: 161 de morți, din care 6 ofițeri, 376 de răniți, dintre care 13 ofițeri, 27 de prizonieri, dintre care 3 ofițeri, precum și 213 cai. Însă resursele alimentare erau secătuite iar tifosul și holera au ucis 2000 de oameni, iar după asediu din alți 2000 de bolnavi au scăpat foarte puțini. Majoritatea clădirilor din cetate au fost distruse, inclusiv castelul Huniade, care a fost reconstruit în 1856, având cu totul alt aspect.
La 14 iunie 1852 împăratul Franz Josef a vizitat Timișoara, cu care ocazie la 15 iunie în Piața de Paradă a depus piatra de temelie a Monumentului Fidelității (cod LMI TM-IV-m-A-06330).

### Defortificarea cetății Timișoara

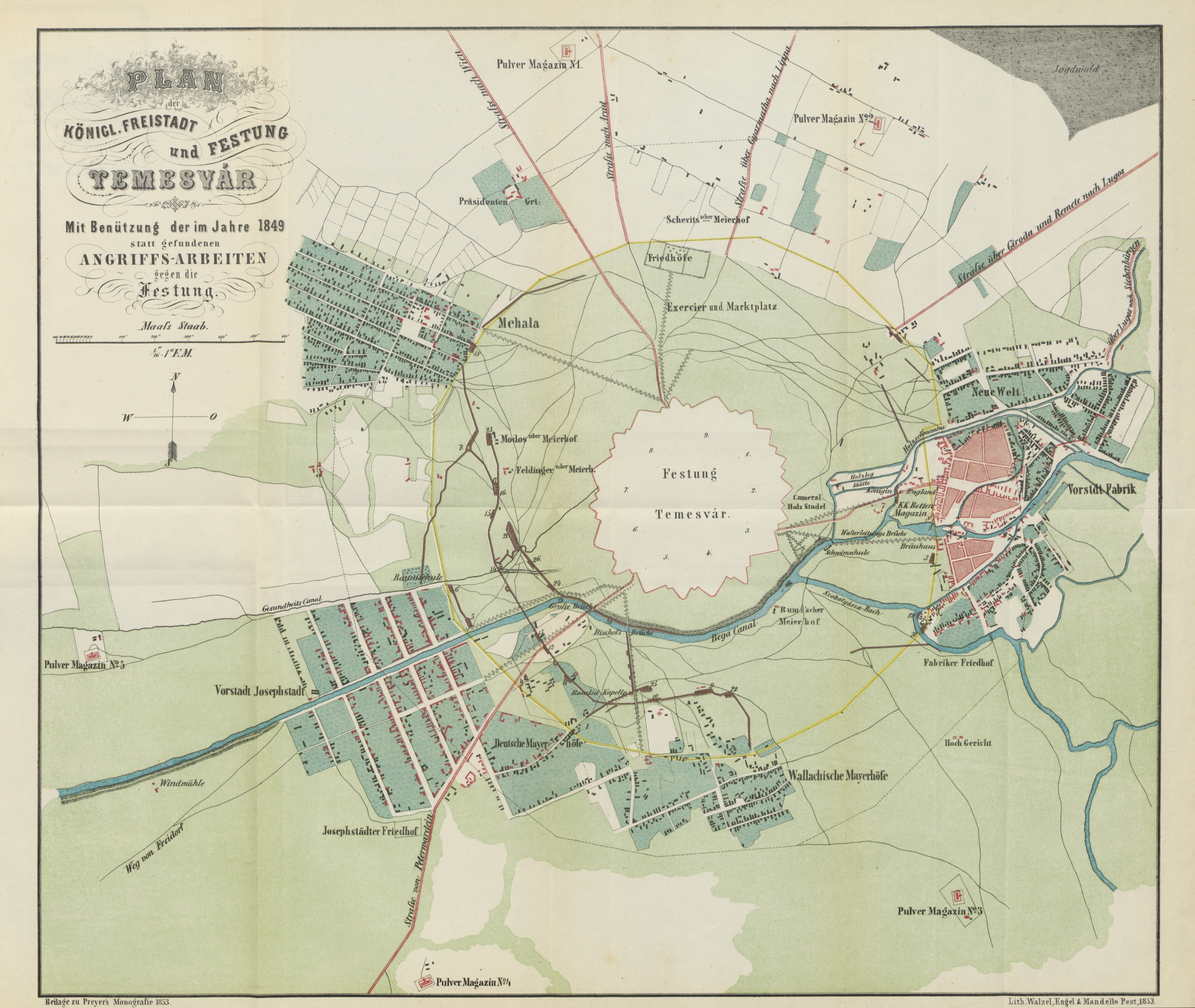
Planul împrejurimilor orașului la 1849, cu esplanada de 500 de stânjeni

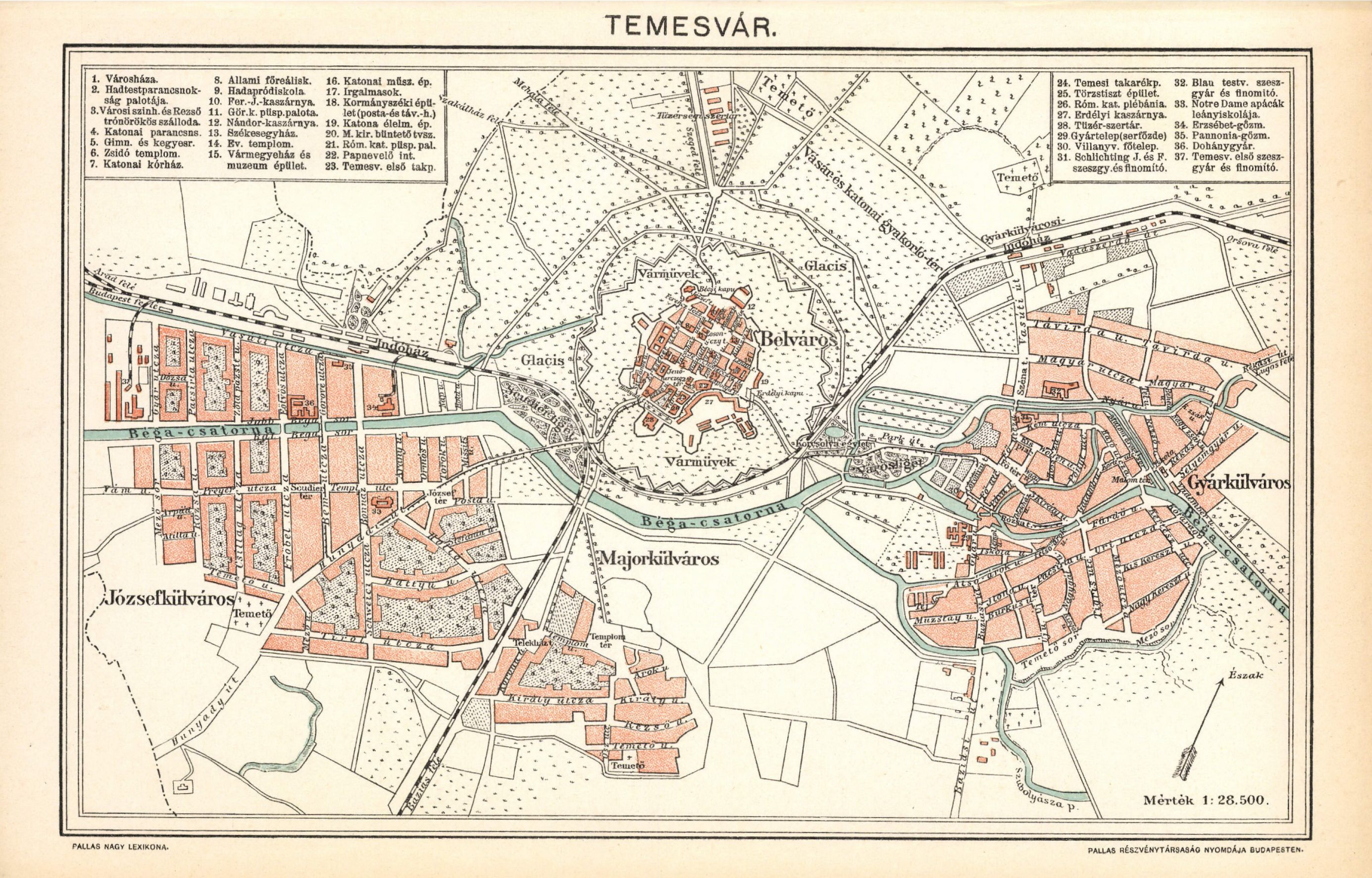
Planul împrejurimilor orașului la începutul secolului al XX-lea, cu esplanada de 300 de stânjeni

În urma progreselor artileriei, în secolul al XIX-lea fortificațiile au devenit ineficace. Majoritatea orașelor au fost defortificate, exemple în acest sens fiind Viena (Ringstraße) sau Parisul (Fortificația Thers (fr/en), în locul căreia a apărut Bulevardul Periferic din Paris (fr/en)). Deși era considerată o cetate mare, zona intra muros era prea mică pentru oraș, fortificațiile împiedicau circulația, iar esplanada ocupa un spațiu valoros. Demersurile au început în 1859. La cererea orașului, prin ordinul din 10 noiembrie 1868 al lui Franz Joseph zona non aedificandi a fost redusă de la 500 de stânjeni (948 m) la 300 de stânjeni (569 m), astfel suburbiile s-au putut apropia de cetate. Totuși, suburbiile trebuiau să aibă trasate străzile radial față de cetate, ca să permită o bună observare din cetate, iar în caz de atac să se poată executa foc în anfiladă. Inclusiv calea ferată trebuia să respecte această cerință.
La 5 noiembrie 1872, pe baza hotărârii magistratului orașului au început demersurile pentru defortificare, în urma cărora s-a permis străpungerea zidurilor alături de porți pentru a ușura accesul în cetate. În 1891 primarul Carol Telbisz a reluat cererea de defortificare, cerere aprobată prin decizia lui Franz Joseph din 23 aprilie 1892 prin care era ridicat caracterul de fortificație al Timișoarei. Deși tratativele cu autoritățile privind răscumpărarea terenurilor și construcțiilor din proprietatea autorităților militare au durat până în 1905, acordul de principiu exista, astfel că demolarea zidurilor a început încă din 1898.
Execuția lucrărilor de defortificare, care presupuneau demolarea zidurilor, umplerea șanțurilor cu pământul de deasupra bastioanelor, lucrări de terasamente, de curățire și stivuire a materialelor rezultate revenea orașului. În urma acestora orașul a obținut o suprafață de 138 460 m2, circa 26 milioane de cărămizi, din care 19 milioane au fost vândute cu 20–24 coroane (6–7 g aur) 1000 de bucăți, iar restul a fost folosit pentru fundațiile diverselor clădiri administrative. Vânzarea cărămizilor a acoperit costurile demolării.
Au fost vândute de primărie loturi de teren, inclusiv de pe glacis și esplanadă, în valoare de 1 906 512 coroane (circa 570 kg aur) care au acoperit costurile pentru edificarea clădirilor militare convenite drept compensații, pentru sistematizarea terenurilor obținute, construcția mai multor clădiri de utilitate publică și impulsionarea dezvoltarii economice și urbanistice a orașului.
Există un studiu cu o simulare 3D privind modul cum ar fi putut arăta Timișoara dacă cetatea ar fi fost păstrată cum era în secolul al XIX-lea. Zona intra muros ar fi fost foarte greu accesibilă, practic izolată, iar orașul n-ar fi dispus de salba de parcuri caracteristice.

Imagini din perioada defortificării
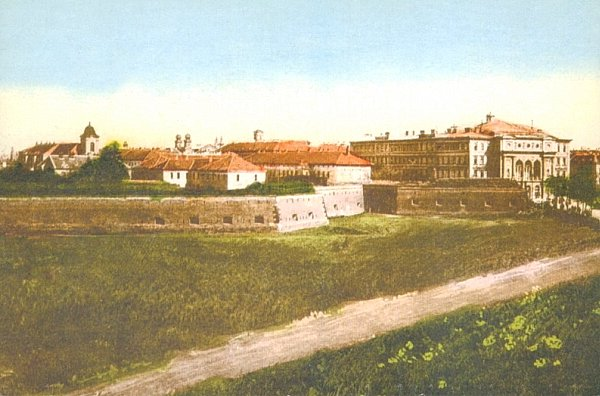
Bastioanele Eugeniu și Mercy
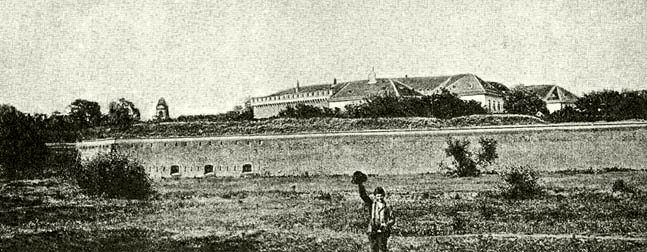
Bastionul Eugeniu
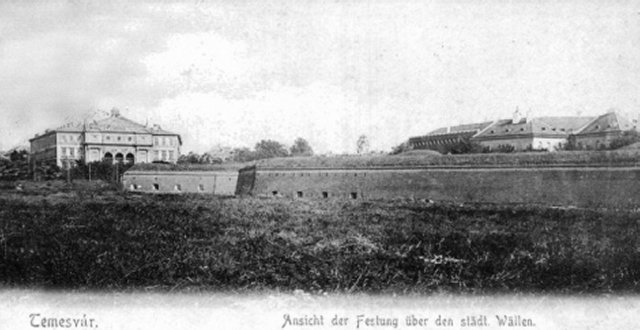
Bastionul Castelului, văzut dinspre sud-vest
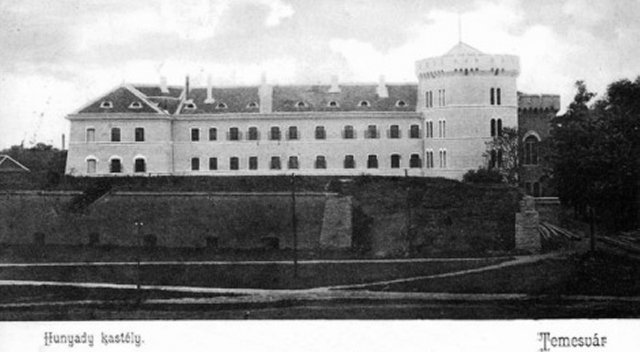
Bastionul Castelului, văzut dinspre est
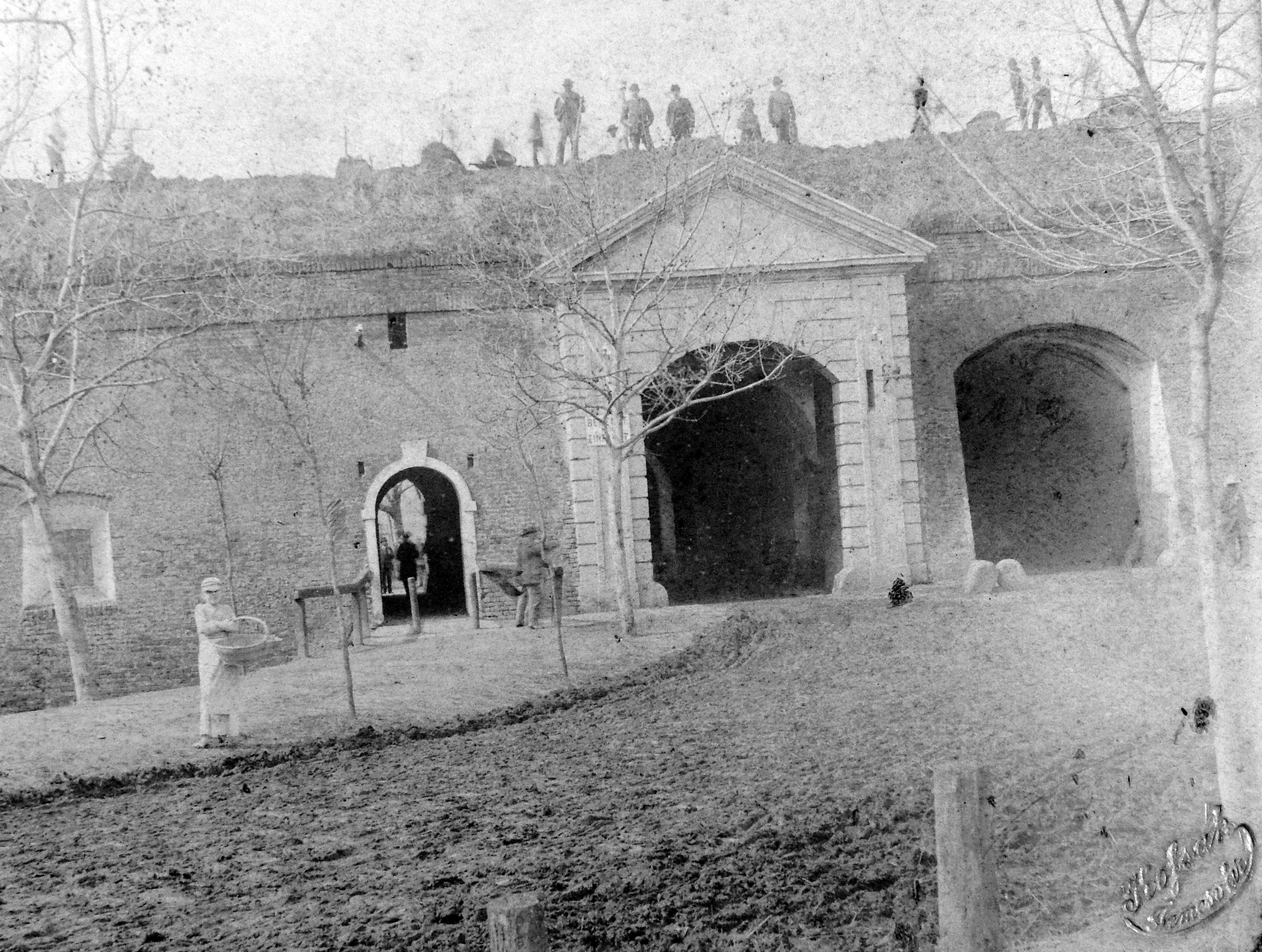
Demolarea Porții Transilvaniei

## Renovări și cercetări arheologice

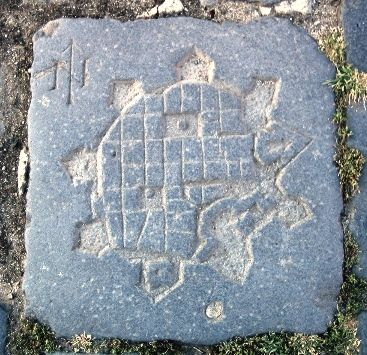
Planul cetății habsburgice la 1730, pe o piatră din pavajul Pieței Unirii. Apare o singură centură.

Sub conducerea arhitectului Șerban Sturdza, în 1988 a fost reamenajată Piața Unirii, ocazie cu care pe o piatră din pavaj s-a gravat planul cetății habsburgice la 1730, cu cele 9 bastioane ale ei. În 1987, când a fost gravată, se credea că aceasta a fost toată fortificația.
În 2006, cu ocazia unor săpături pentru fundații, în zona bastionului Eugeniu au fost decopertate contragărzile bastionului, o dovadă arheologică a celor trei centuri fortificate ale Timișoarei, cuneta din șanțul dintre contragărzi și un stăvilar. După cartografiere și fotografiere acestea au fost demolate pentru necesitățile șantierului.
În 2014, cu ocazia proiectului „Reabilitarea spațiilor publice din centrul istoric al Municipiului Timișoara”, cercetările arheologice preventive din Piața Unirii au confirmat poziția fortificațiilor otomane conform hărții căpitanului Perrette, precum și structura lor de pământ stabilizat cu palisade din împletituri de viță de vie și bușteni.
În cadrul aceluiași proiect, cu ocazia săpăturilor efectuate la intersecția dintre străzile Dimitrie Cantemir și Lucian Blaga (în colțul de sud-est al Pieței Libertății) s-au descoperit ziduri din piatră ecarisată, legată cu mortar, ziduri care provin din zidul de nord al cetății angevine. În partea de sud a străzii Lucian Blaga s-a descoperit o pardoseală de mortar cu fragmente de cărămidă, probabil a pieței menționate de Evliya Çelebi.

## Situația în secolul al XXI-lea

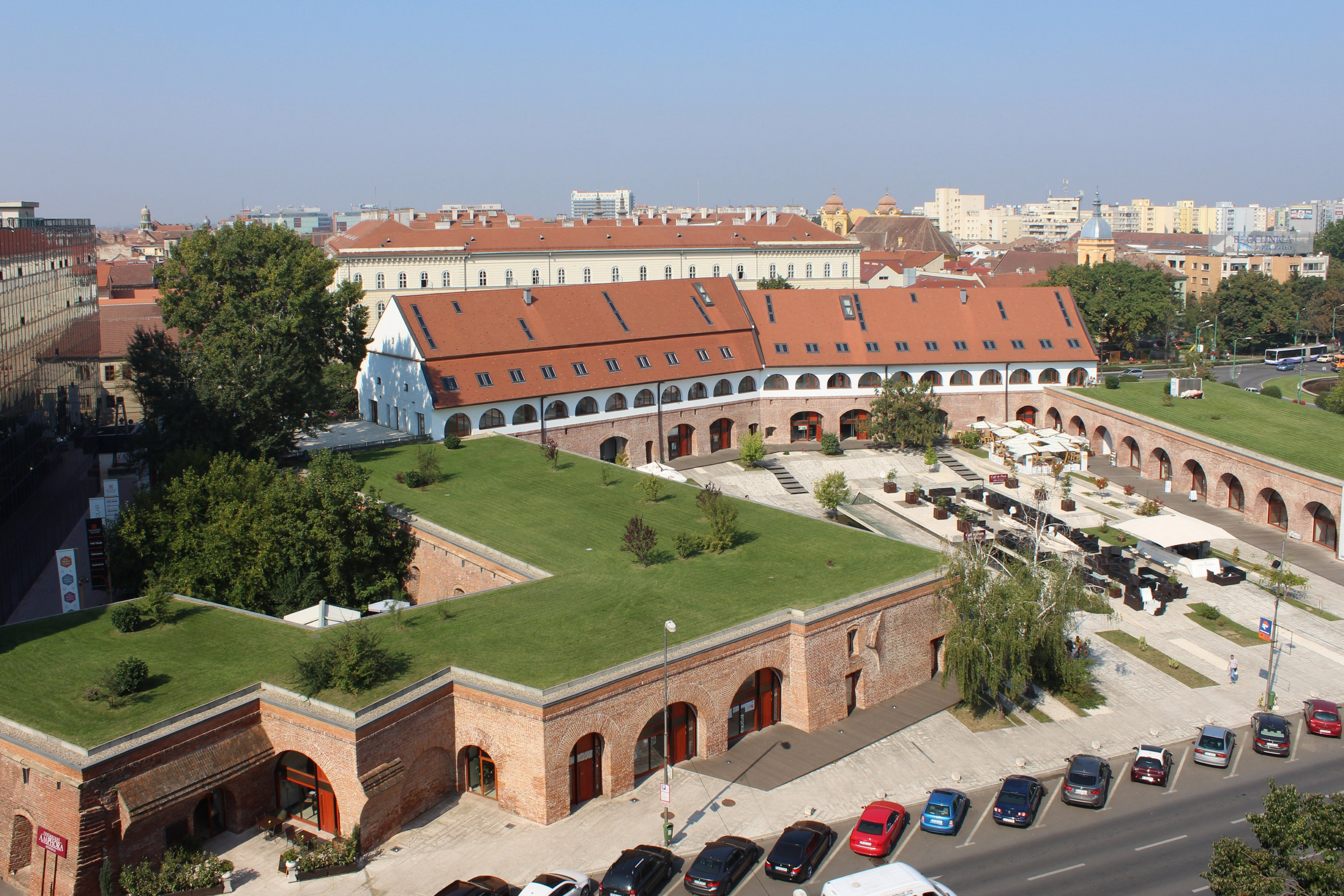
Bastionul Theresia

Cartierul Cetate din Timișoara a fost clădit pe locul cetății habsburgice și pe zona glacisului ei. Zona intra muros din cetate este declarată monument istoric, cu cod LMI TM-II-s-A-06095. Din fortificațiile cetății habsburgice mai există Castelul Huniade, (cod LMI TM-II-m-A-06140), un bastion, un fragment din alt bastion, o cazemată și un mic fragment din curtină. Toate sunt declarate monumente istorice. Fragmentele bastioanelor și cazemata au codul LMI TM-II-a-A-06103.
Singurul bastion aproape întreg care s-a păstrat este Bastionul Theresia, cod LMI TM-II-m-A-06103.03. Acesta este un important punct turistic.
Pe calea Alexandru Ioan Cuza, la coordonatele 45°45′37″N 21°13′40″E / 45.7604°N 21.2277°E se află cazemata ravelinului nr. VIII, cod LMI TM-II-m-A-06103.01. Cazemata avea rolul de a flanca Poarta Vienei și era totodată și depozit de muniții.
La nord de strada Coriolan Brediceanu, în zona Pieței Timișoara 700, la coordonatele 45°45′23″N 21°13′26″E / 45.7565°N 21.2239°E există un fragment din bastionul Eugeniu — urechea și flancul de la sud al bastionului, cod LMI TM-II-m-A-06103.02. Actual acolo există unități de alimentație publică.
Pe strada Gheorghe Dima, în Parcul Botanic, la coordonatele 45°45′31″N 21°13′31″E / 45.75848°N 21.22538°E mai există un mic fragment din zidul curtinei dintre bastioanele Elisabeta și Eugeniu, cod LMI TM-I-s-A-06050.
Stăvilarul contragărzii 1 a fost restaurat și reamplasat la mică distanță de poziția originală. Deoarece el se afla în stratul freatic, pentru conservare a fost reasamblat într-o poziție mai sus. Actual el formează un muzeu în aer liber.

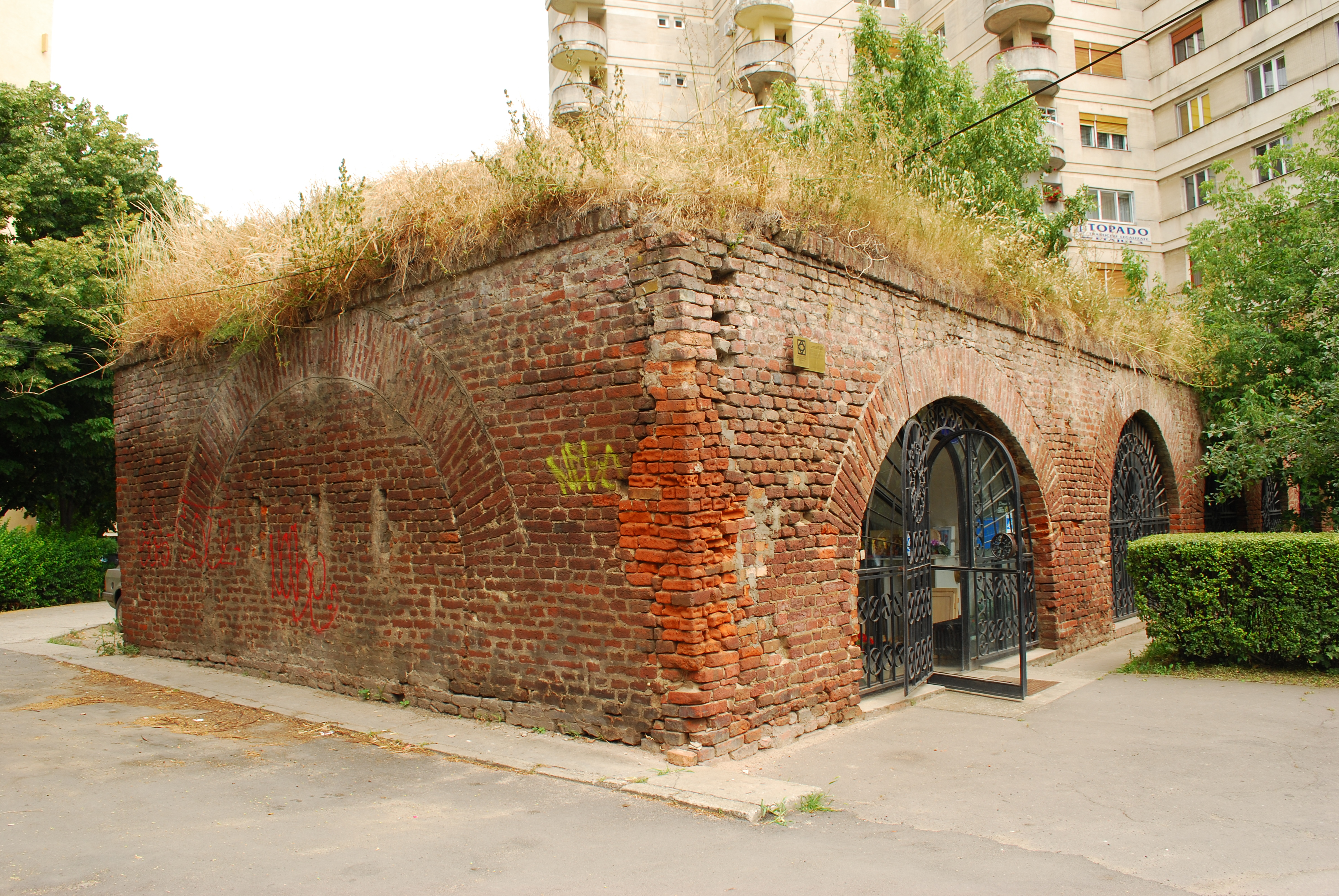
Cazemata ravelinului nr. VIII
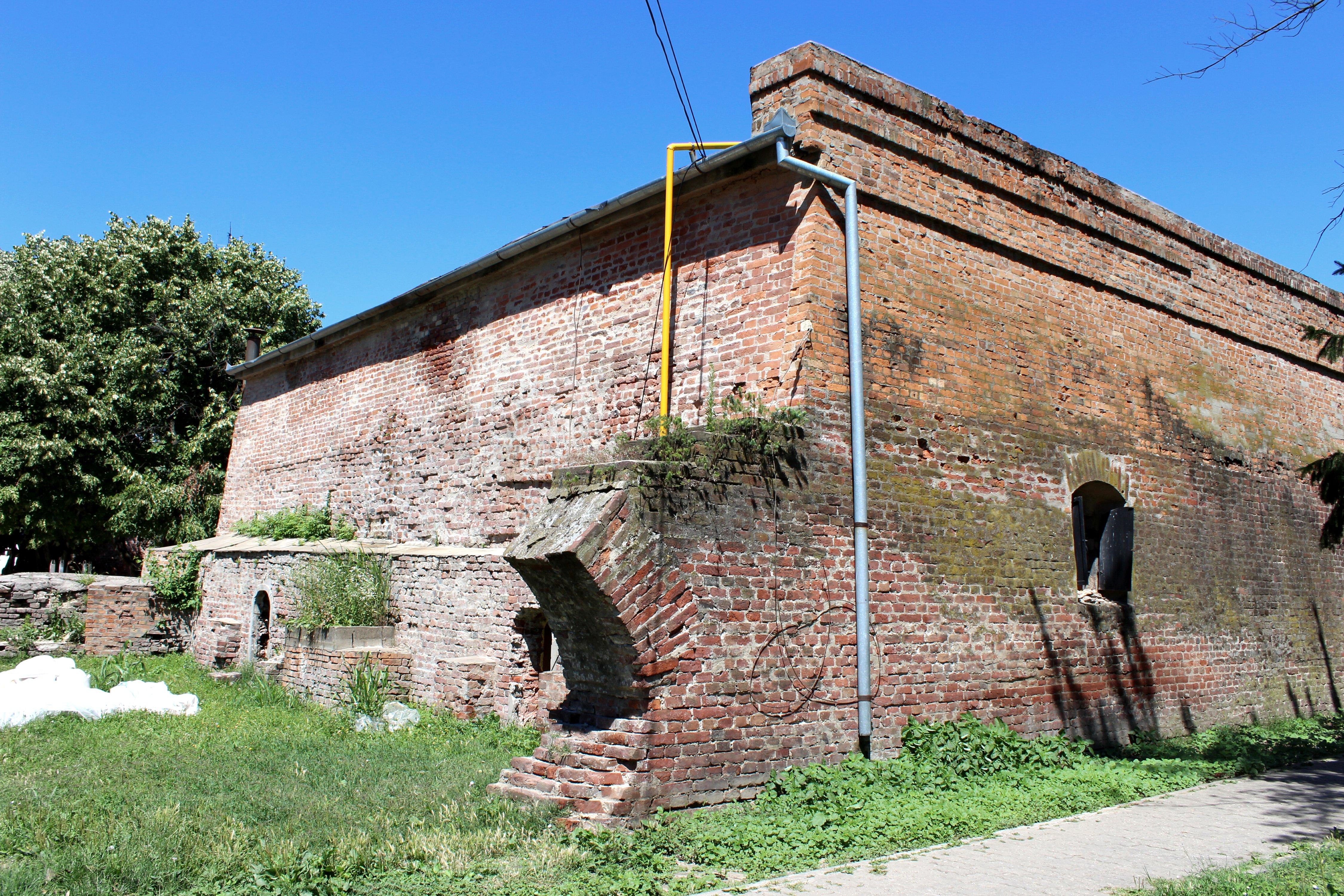
Fragment din bastionul Eugeniu
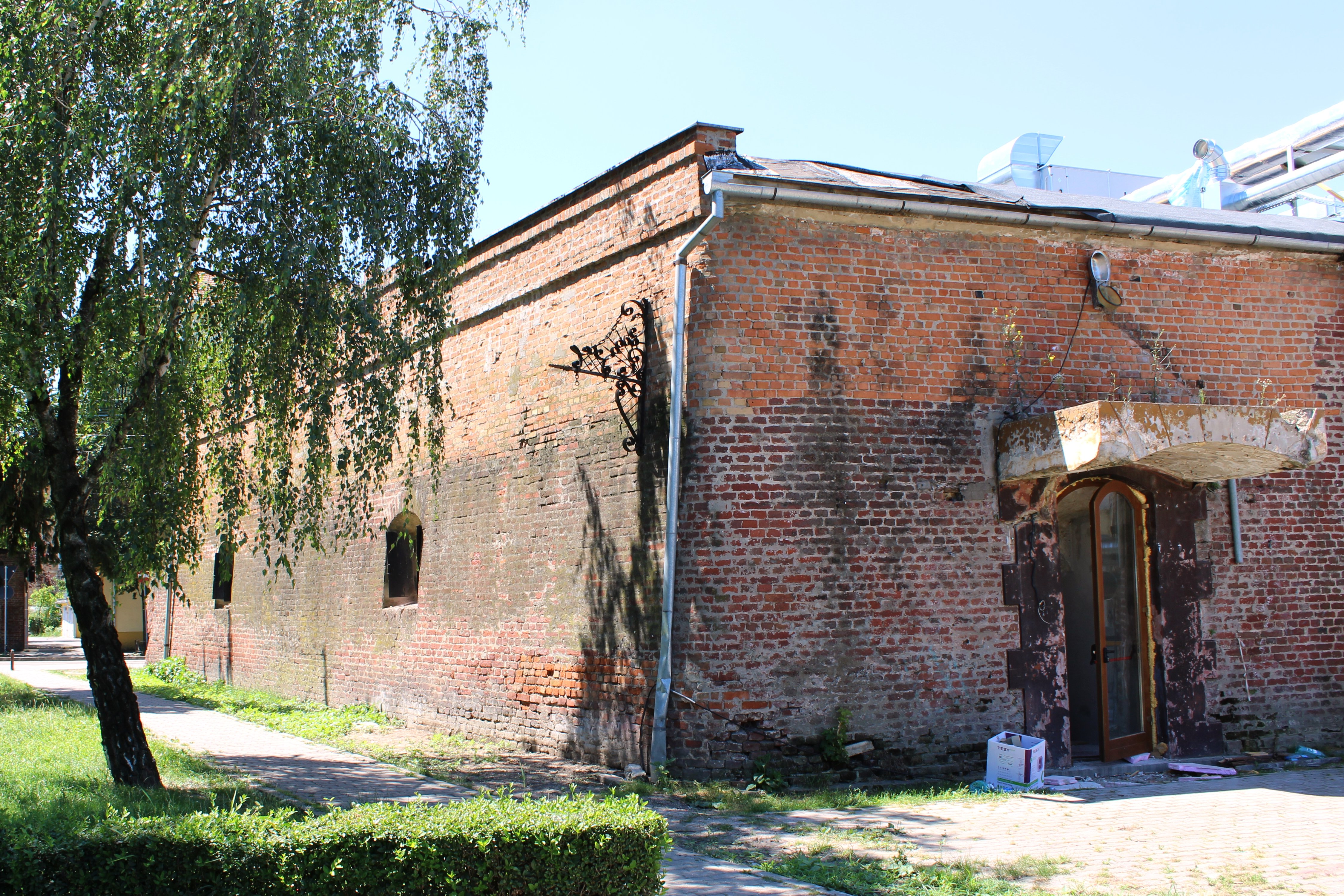
Fragment din bastionul Eugeniu
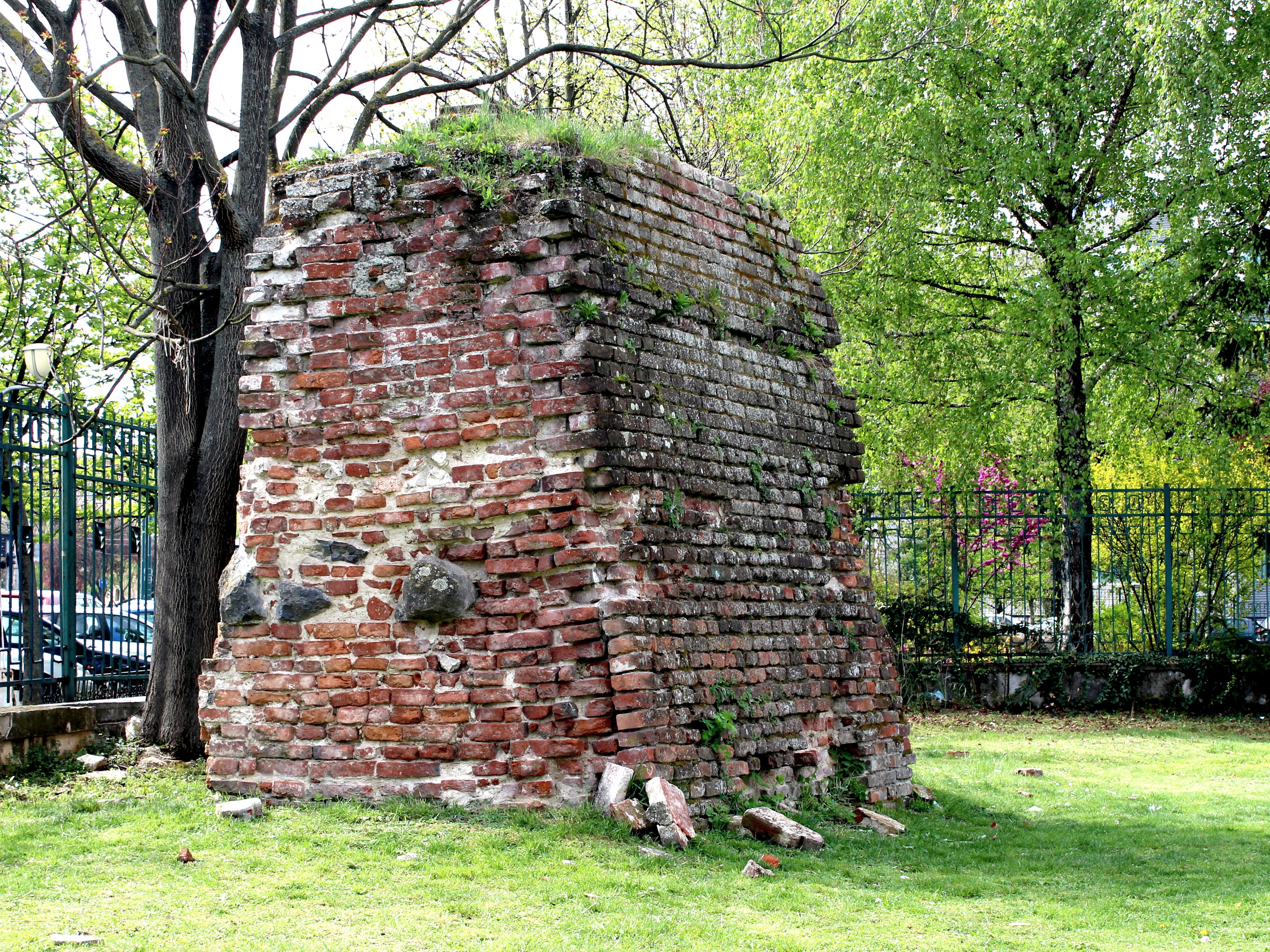
Zidul de curtină din Parcul Botanic
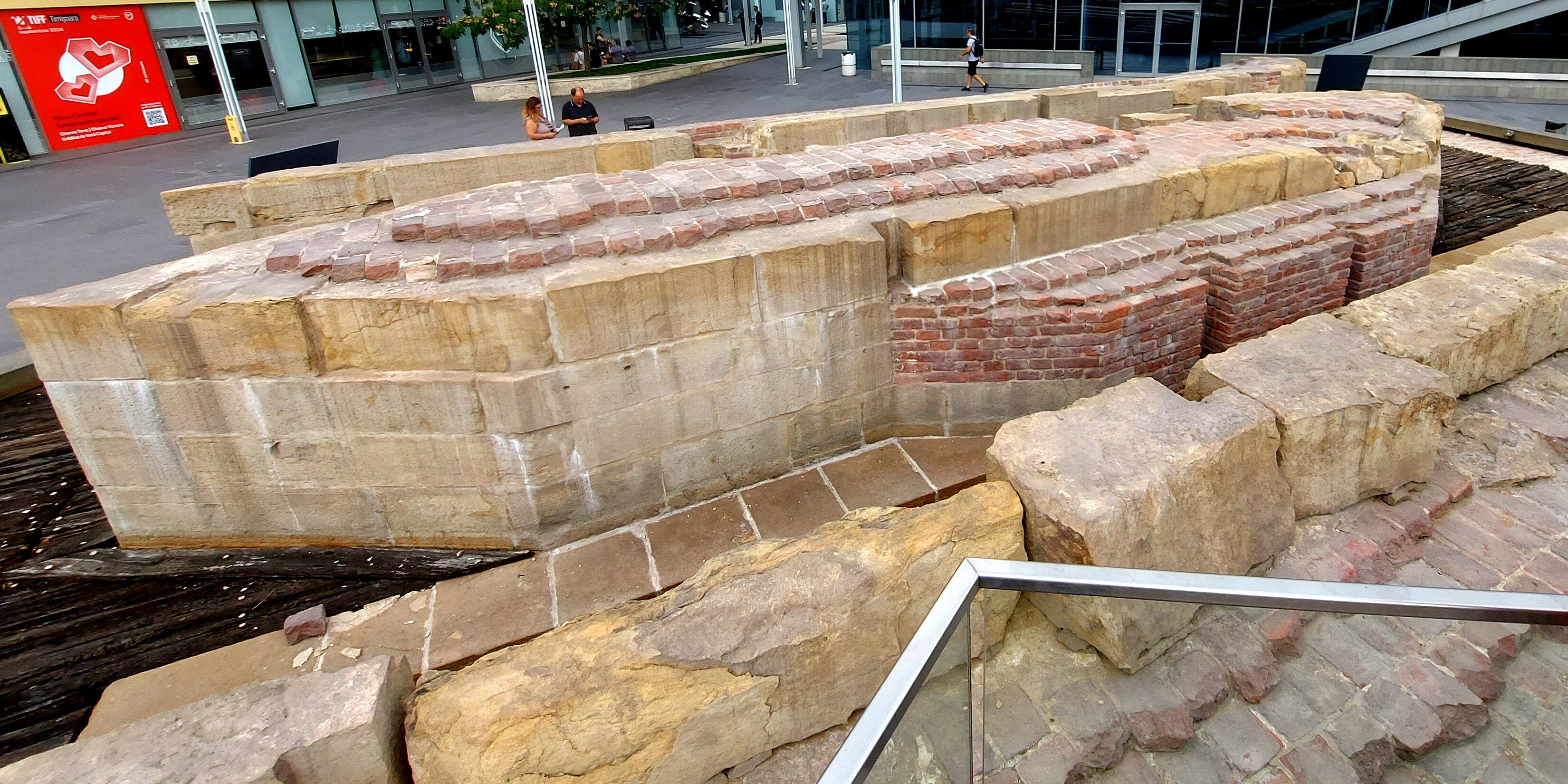
Muzeul în are liber cu stăvilarul contagărzii 1